# Mănăstirea Zamca
Mănăstirea Zamca este un complex medieval fortificat care a avut anterior rol de mănăstire armenească, fiind considerat în prezent cel mai important edificiu religios construit de comunitatea armenească din orașul Suceava. 
Complexul medieval Zamca a fost construit în anul 1606 de armenii refugiați în Moldova încă din secolul al XIV-lea. Ridicată pe un platou din partea de vest a orașului, construcția ocupă o bună poziție strategică. Complexul este închis cu ziduri de forma unui patrulater neregulat (trapezoidal), întărite cu contraforturi interioare și exterioare, fără turnuri de apărare. 
Ansamblul arhitectural este format din trei clădiri (biserica principală „Sf. Auxentie”, turnul-clopotniță de pe latura de est cu o înălțime de 26 metri și o clădire cu paraclis la etaj pe latura de vest, unde se află intrarea în incinta mănăstirii).
Mănăstirea Zamca a fost inclusă în Lista monumentelor istorice din județul Suceava, elaborată în anul 2004, având codul  SV-II-a-A-05485. Ansamblul este format din 7 obiective: 
- Biserica „Sf. Auxentie” - datând din anul 1551 și având codul SV-II-m-A-05485.01
- Paraclisul „Sf. Grigore” - aflat în turnul clopotniță, datând din anul 1606 și având codul SV-II-m-A-05485.02
- Paraclisul „Sf. Maria” - datând din secolul al XVII-lea și având codul SV-II-m-A-05485.03
- Chiliile - datând din secolul al XIX-lea și având codul SV-II-m-A-05485.04
- Zidul de incintă - datând din secolul al XVII-lea și având codul SV-II-m-A-05485.05
- Turnul-clopotniță - datând din anul 1606 și având codul SV-II-m-A-05485.06
- Fortificația de pământ - datând din anul 1691 și având codul SV-II-m-A-05485.07

## Istoric

### Vechimea comunității armenești din Suceava
O comunitate armenească s-a stabilit pe teritoriul Sucevei încă de la începutul secolului al XIV-lea. Numărul armenilor din Moldova a crescut numeric în acel secol, ei ocupându-se cu comerțul și meșteșugurile.  Armenii și-au construit case în zona care poartă astăzi numele de Strada Armenească, care se întinde între Biserica „Sf. Cruce” (de lângă Autogara Suceava) și Biserica „Sf. Simion”.
Tot atunci au început să-și organizeze și viața religioasă. Ei și-au construit biserici și mănăstiri cu specificul caracteristic tradițiilor și credinței poporului armean. Într-un act emis la 18 august 1388 de catolicosul Teodoros al II-lea al Ciliciei (1382–1392), armenii din mai multe orașe, între care și cei din Suceava (Ciciov) sunt supuși jurisdicției scaunului episcopal de Liov. 
Printr-un hrisov domnesc din 30 iulie 1401, domnitorul Alexandru cel Bun (1400-1432) a consfințit înființarea primei Episcopii armene din Moldova, cu reședința la Suceava, în fruntea acestei eparhii fiind instalat episcopul armean Hovhannes.  Astfel, bisericile armenești din Moldova au fost scoase de sub jurisdicția episcopului armean din Liov.
Cu toate acestea, abia în primii ani ai secolului al XVI-lea, sub episcopul Simion (1506) și succesorii săi, s-a întemeiat o episcopie armenească la Suceava, separată de episcopia armenească din Liov.  Nu se știe câți episcopi și-au avut reședința aici și nici unde au locuit aceștia. După mutarea capitalei Moldovei la Iași, episcopii armeni au locuit atât la Suceava, cât și la Iași. H.Dj. Siruni susținea că armenii din Moldova nu au mai avut în secolul al XVIII-lea un scaun episcopal propriu, documentele amintind doar prelați vizitatori. 
În lucrarea sa monografică, Descriptio Moldaviae, scrisă în perioada 1714-1716 în limba latină, cărturarul Dimitrie Cantemir afirmă că armenii din Principatul Moldovei aveau deplină libertate de credință, iar bisericile lor erau la fel de mari și de împodobite ca și bisericile ortodocșilor. „Armenii se socotesc supuși, la fel ca și târgoveții și neguțătorii din alte cetăți și târguri ale Moldovei și plătesc domnului aceeași dajdie. Ca și papistașii, ei au biserici tot atât de mari și la fel de împodobite ca și bisericile dreptcredincioșilor și își urmează slobozi legea lor.” 

### Construirea mănăstirii

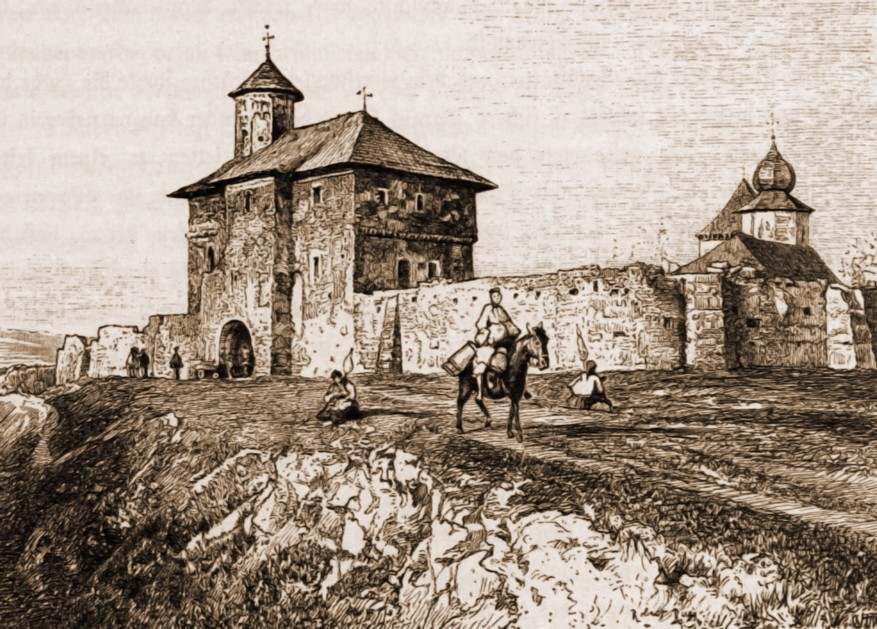
Suceava, mănăstirea Zamca – desen de Rudolf Bernt (1844-1914)

Cercetările arheologice efectuate aici în perioada 1954-1956 au atestat că nivelul de fondare al zidurilor bisericii, ale clădirii de vest, precum și zidul de incintă aparțin perioadei istorice a primei jumătăți a secolului al XVII-lea.  Ele au infirmat unele păreri în legătură cu existența aici a unei mănăstiri în secolul al XV-lea și s-a precizat că actualele construcții au fost ridicate în secolul al XVII-lea. 
După cele mai noi informații, Mănăstirea Zamca a fost construită la începutul secolului al XVII-lea. În mijlocul naosului bisericii „Sf. Auxentie” se află piatra de mormânt a lui Agopșa (Iacob) Vartan, pe care se află următoarea inscripție: „Aceasta este piatra de mormânt a lui Agopșa, fiul lui Amir (principe), acesta este întemeietorul sfintei biserici, a murit în 1051 (=1602) după era armeană.”  O lungă perioadă, unii autori au acreditat ideea că anul morții a fost 1612 , prin traducerea eronată a inscripției. 
Turnul-clopotniță a fost construit în 1606, acest an fiind înscris pe cheia de boltă a arcadei estice a turnului, în mijlocul unei pietre împodobite cu flori. 
Călătorul armean Simeon Lehați care a vizitat Suceava în 1608 nota în jurnalul său de călătorie că a găsit la Suceava „trei biserici de piatră (Sf. Cruce, Sf. Simeon și Sf. Treime) și două mănăstiri tot din piatră, foarte frumoase, una în apropierea orașului (Zamca) și cealaltă la o depărtare de două mile (Hagigadar)”.  De aici rezultă că biserica era finalizată la acea dată.

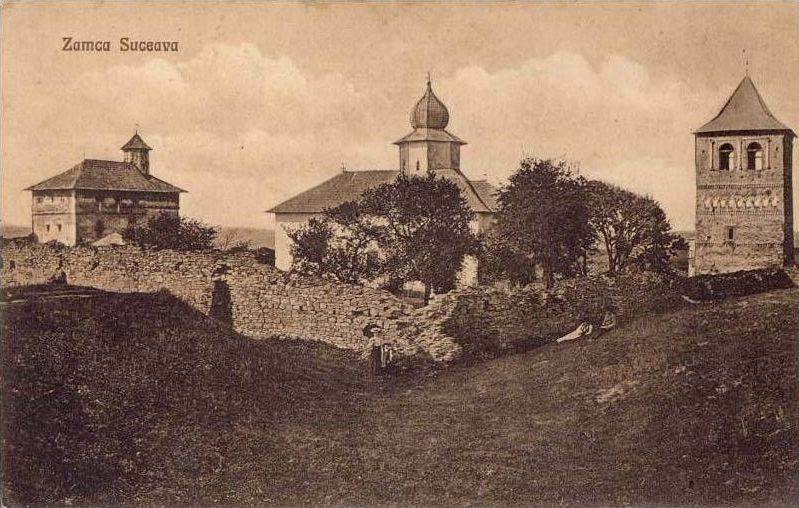
Mănăstirea Zamca într-o ilustrată din anul 1915

Cu privire la construirea mănăstirii, tradiția armeană menționează drept ctitori pe trei frați (Hagop, Auxent și Grigor). Aceștia au cumpărat acest loc în anul 1606 și ar fi construit: primul, capela „Sf. Hagop (Iacob)” aflată în clădirea de pe latura de vest, al doilea biserica cu hramul Sfântului Auxentie și al treilea capela cu hramul Sfântul Grigorie Luminătorul din turnul-clopotniță.  
În secolul al XVII-lea, în clădirea de pe latura de vest a mănăstirii s-a aflat reședința episcopului armean din Moldova. Episcopul Hazar din Pápert a copiat o Evanghelie în 1624 pe care a făcut adnotarea că era la acea dată „starețul mănăstirii Sf. Axente și episcop al Țării Vlahilor”. 
Ca urmare a unor persecuții, dar și a creșterii impozitelor, în timpul celei de-a doua domnii a lui Gheorghe Duca (1669-1672) și în anii următori, a avut loc o emigrare în masă a armenilor din orașul Suceava, împreună cu episcopul Mennas, în Transilvania, unde unii dintre ei au trecut la catolicism.  Astfel, mănăstirea și-a pierdut din strălucirea de odinioară. 
La sfârșitul secolului al XVII-lea, trupele polone de sub comanda regelui Ioan III Sobieski (1674-1696) au ocupat Suceava în mai multe rânduri. După cum relatează Schmidt în Memoriile istorice ale Sucevei (Cernăuți, 1876), p. 186-187, Sobieski ar fi rămas 14 zile la Suceava, în octombrie 1686, întorcându-se din expediția sa prin Moldova, așteptând aici sosirea trupelor auxiliare. Cu acea ocazie, ar fi înconjurat Zamca cu un val de pământ, afirmație contrazisă de cronici. 
În timpul campaniei antiturcești din anii 1690-1691, Sobieski a invadat pentru a treia oară Moldova, jefuind multe orașe și sate. În toamna anului 1691, la întoarcerea din invazia în Moldova, el a lăsat garnizoane poloneze în mai multe complexe fortificate: Cetatea Neamțului, Cetatea Sucevei, Mănăstirea Agapia, Mănăstirea Secu și mănăstirea armenească. El și-a stabilit tabăra în jurul acestui așezământ religios. Acest eveniment este consemnat de cronicarul Ion Neculce în letopisețul său: „În al șesălea anu a domniei lui Cantemir-vodă coborâtu-s-au craiul Sobețichii cu oștii grele iar în Țara Moldovei, fiind îndemnații și de munteni, de Brâncovanul, de pe cum era învățat ca să facă rău acestei țări, de să acolișiè de dânsa totdeauna, precum și mai pe urmă, de au adus și pe moscali cu fapteli lui. (...) Ș-au vinit craiul cu obuzul pe la Botășeni și pen Cotnarii pân’ la Târgul Frumos, și de la Târgul Frumos iar s-au întorsu la țara lui, că era vreme de toamnă. Și atuncea, întorcându-să, au lăsat oaste cu bucate în cetate, în Neamțu, și-n Sucevi, în mănăstirea armenească, și-n Agapie în mănăstire, și-n Săcul, și-n Câmpul Lungu, și-n Hangu.”  De atunci datează și unele grafite aflate pe pereții paraclisului din clădirea vestică. 
Cu acest prilej, mănăstirea a fost înconjurată cu un zid de incintă, cu bastioane la colțuri. Tot polonezii au ridicat valul de pământ ce înconjoară mănăstirea pe laturile de nord, est și sud, între valul de pământ și zidul de incintă aflându-se un șanț. Tot de atunci, probabil, datează și denumirea mănăstirii de Zamca, provenită de la termenul polonez „zamek” (plural „zamki”) care înseamnă „cetățuie”, „fortificație”, „loc întărit”.  Cu acest prilej, monumentul, desigur, a avut de suferit, deteriorarea lui accentuându-se în anii următori, astfel încât la începutul secolului al XVIII-lea toate clădirile mănăstirii au fost parțial refăcute.
În anul 1693 trăiau în Suceava aproximativ 3.000 de armeni, care aveau patru biserici, dintre care trei biserici parohiale: Sf. Treime, Sf. Cruce și Sf. Simeon și o mănăstire (Zamca), unde își avea reședința episcopul armean. Fiecare preot paroh era întreținut de 150 de familii. 
Mănăstirea Zamca a rămas timp de peste 130 de ani sub stăpânire străină. După anexarea nordului Moldovei de către austrieci (1775), guvernul imperial austriac a folosit biserica „Sf. Auxentie” ca depozit de muniție. Abia în anul 1827, Mănăstirea Zamca a fost recâștigată de armeni prin procese.  
În secolul al XIX-lea, în biserica fostei mănăstiri se slujea liturghia de două ori pe an: de Sfântul Gheorghe și de Sfântul Auxentie.  În plus, în ziua de Sfântul Auxentie, era obiceiul ca membrii comunității armenești din Suceava să organizeze o colectă; cu banii strânși se cumpărau vite cornute, care erau tăiate, iar carnea lor era împărțită săracilor în curtea Mănăstirii Zamca. Acest obicei, numit Madach, era o jertfă adusă zeiței păgâne Anahit, înainte de convertirea armenilor la creștinism, dar a fost păstrat și după creștinarea armenilor. 

### Restaurarea complexului și resfințirea sa

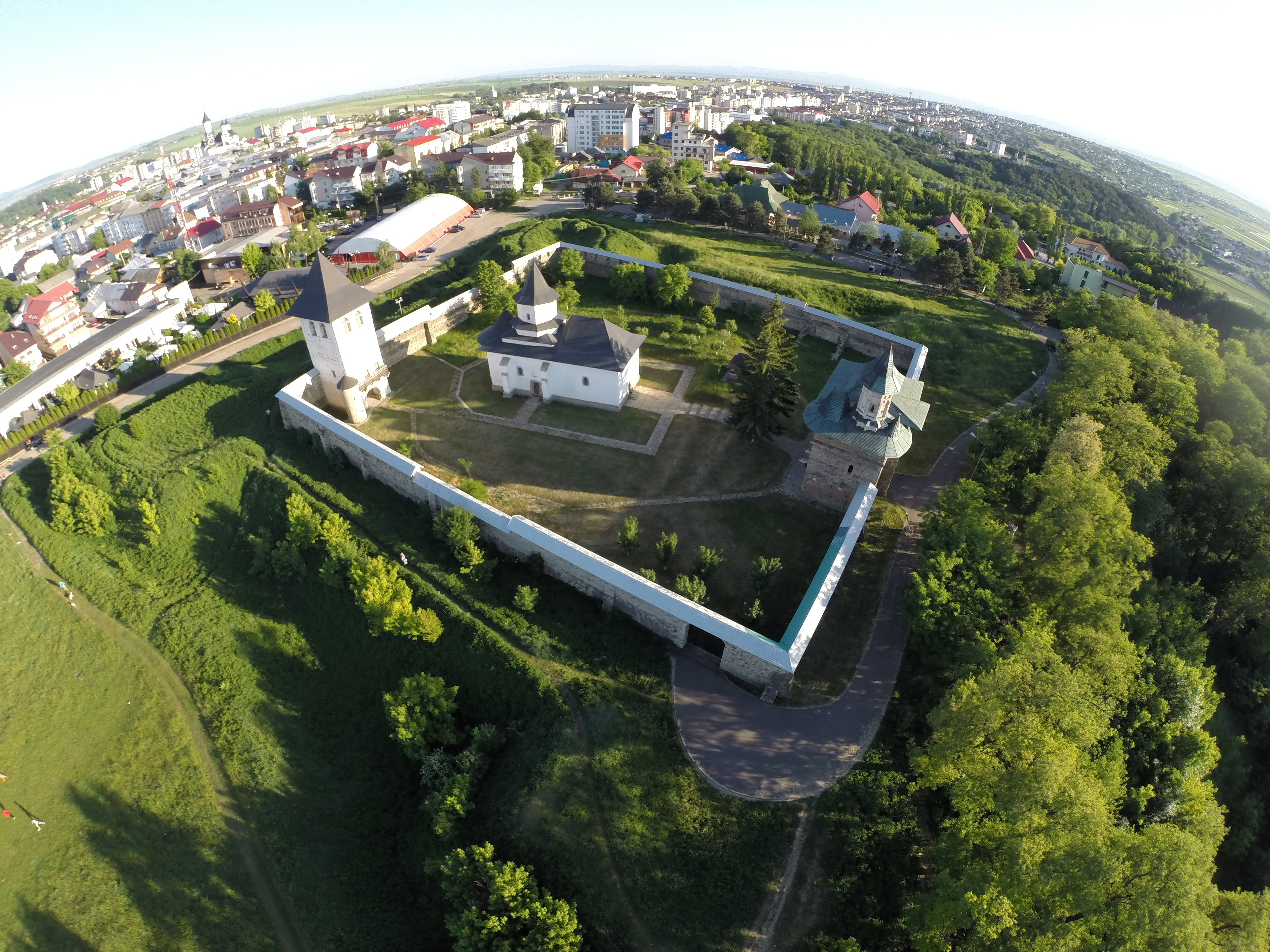
Perspectivă aeriană cu complexul Mănăstirii Zamca

Între anii 1954-1956 s-au efectuat aici cercetări arheologice care au atestat că nivelul de fondare al zidurilor bisericii, ale clădirii de vest, precum și zidul de incintă aparțin perioadei istorice a primei jumătăți a secolului al XVII-lea.  Au fost scoase la iveală mai multe complexe de locuire din secolele XV-XVII. În perioada 1957-1965 o parte a ansamblului arhitectural al Mănăstirii Zamca a fost restaurat , fiind reconstruite zidurile care erau ruinate, după cum indică o dungă albă trasată pe cărămizile din zidul de incintă. 
În anul 1994 s-a început să se efectueze lucrări de stabilizare și restaurare a întregului monument. Lucrările au avansat lent din cauza lipsei banilor, biserica a fost văruită pe interior și exterior, iar în prezent s-a realizat acoperirea cu tablă a turnului-clopotniță. 
Cu câțiva ani în urmă, versantul Zamca a alunecat spre vest de lângă paraclisul mănăstirii și s-a prăbușit o bucată de deal, cu tot cu pădure, la vreo 20 m adâncime și la circa 20 m de zidul de vest al Mănăstirii Zamca, punând în mare pericol acest monument. Este necesară consolidarea versantului, deoarece mănăstirea este înconjurată de niște șanțuri de apărare, în care au avut loc infiltrații majore de apă de la zăpezi și ploi, care penetrează în pământ și alunecă pe sub mănăstire în prăpastia dinspre Șcheia. Specialiștii afirmă că dacă se mai produce o alunecare de teren, aceea va atrage după ea jumătate din mănăstire, paraclisul și jumătate din incintă, până aproape de biserică. 
Biserica armenească „Sf. Auxentie” a Mănăstirii Zamca din Suceava a fost resfințită la 14 august 2004. Sfântul lăcaș a fost supus în ultimii zece ani unor ample lucrări de restaurare, finanțate de Ministerul Culturii și Cultelor cu peste 6 miliarde de lei vechi. Slujba de resfințire a fost oficiată de un sobor de preoți în frunte cu arhiepiscopul Dirayr Mardichian al Bisericii Armene din România și Bulgaria. Au mai fost prezenți la eveniment personalități politice de etnie armeană, armeni din diaspora, ambasadorul Armeniei la București, reprezentanți din conducerea Ministerului Culturii și Cultelor și ai Arhiepiscopiei Sucevei și Rădăuților.
În prezent, biserica a fost renovată, turnul clopotniță și paraclisul au fost restaurate și acoperite cu piatră, zidurile de incintă au fost înălțate și acoperite și ele cu tablă pentru a împiedica infiltrarea apei în pereți. Slujbele se fac săptămânal, mănăstirea neavând o viață monahală activă. Se organizează un mare pelerinaj de Sfânta Maria. 
În prezent, foarte aproape de zidurile Mănăstirii Zamca s-a început construcția unui cartier rezidențial de blocuri. 

## Arhitectura complexului
Arhitectura exterioară, de mare simplitate, este specifică perioadei de trecere de la edificiile pictate integral, spre o nouă formă neînchegată încă. Zidul de incintă formează un trapez alungit, cu laturi sprijinite din loc în loc de contraforturi. Laturile paralele ating lungimea de 59 metri și respectiv 66 metri, iar celelalte două de 70 metri și 74 metri. Grosimea zidului este de un metru și înălțimea atinge în unele locuri 4 metri.

### Turnul-clopotniță

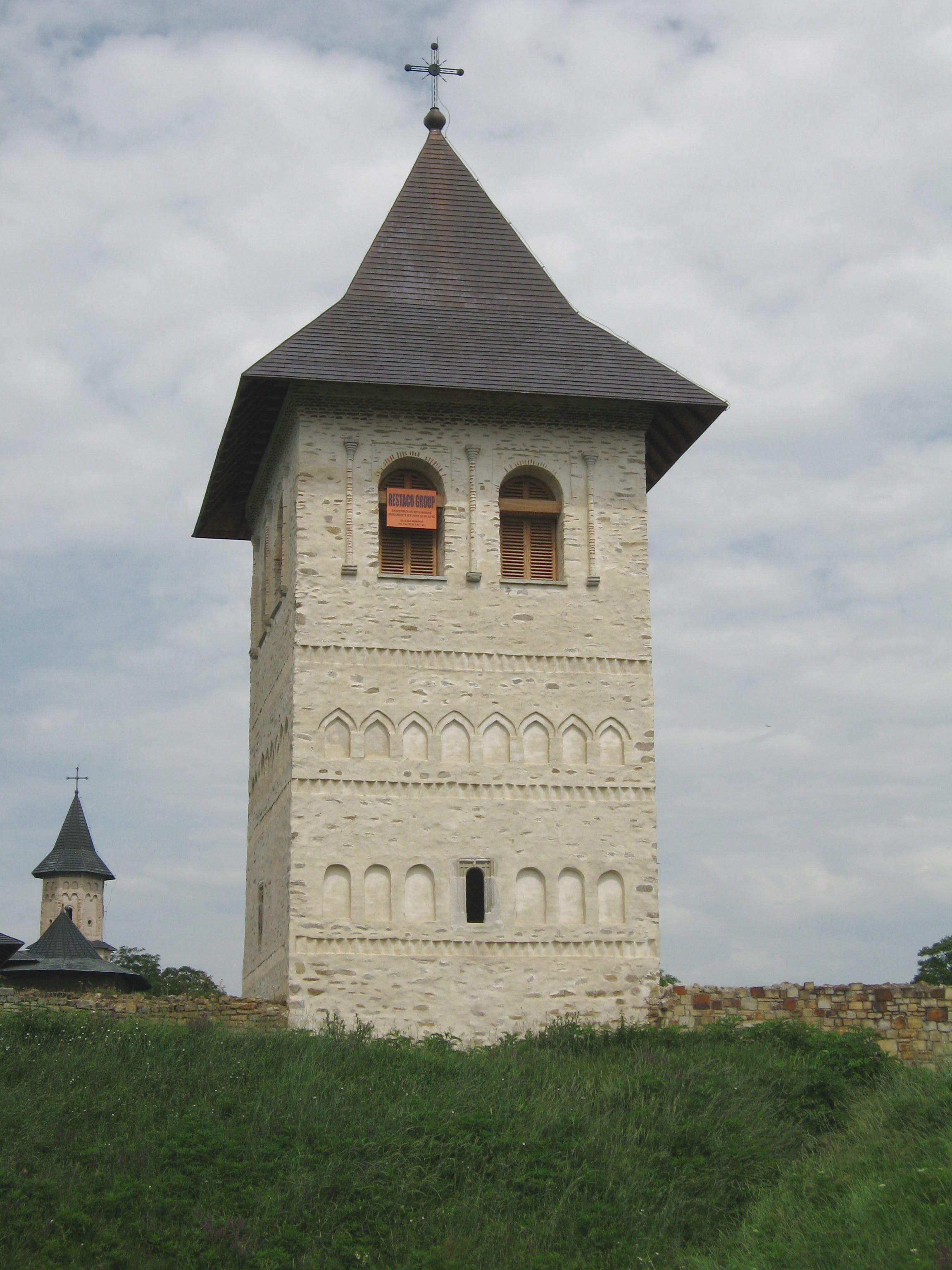
Turnul clopotniță

Turnul-clopotniță este o clădire situată în partea estică a zidului de incintă, având latura de bază pătrată. Pe cheia de boltă a arcadei estice de la intrarea turnului clopotniță este menționat anul construcției: 1606. Turnul are o înălțime de 26 de metri și avea inițial o intrare boltită care, ulterior, a fost închisă.
La parter se află un gang boltit prin care se intra în mănăstire. Urcând niște scări în spirală din interiorul curții și mergând printr-un coridor se putea ajunge la primul etaj unde era un paraclis cu hramul Sfântul Grigorie Luminătorul. Încăperea de la etajul al doilea avea rol de clopotniță și de loc de strajă.  Turnul-clopotniță este asemănător cu alte turnuri de mănăstire din acea epoca, bunăoară cu cel de la Mănăstirea Dragomirna, iar decorația lui este incomparabil mai bogată decât a bisericii mănăstirii.  De asemenea, avea și rolul de turn de strajă. În secolul al XX-lea, era imposibil să ajungi în turn, deoarece scările de piatră au fost distruse. 
În anul 2007 s-au început o serie de lucrări la turnul-clopotniță, realizându-se refacerea șarpantei și acoperirea cu învelitoare de cupru a turnului, în vârful căruia a fost montată o cruce, precum și o instalație de paratrăsnet. S-au efectuat lucrări de refacere a structurii și suprastructurii, care au durat o lungă perioadă, având drept cauză lipsa banilor. S-a construit pe lateral o scară din piatră pentru accesul la podul fortificat. Conform proiectului, s-a realizat apoi restaurarea fațadelor interioare și exterioare. 

### Clădirea aflată pe latura de vest

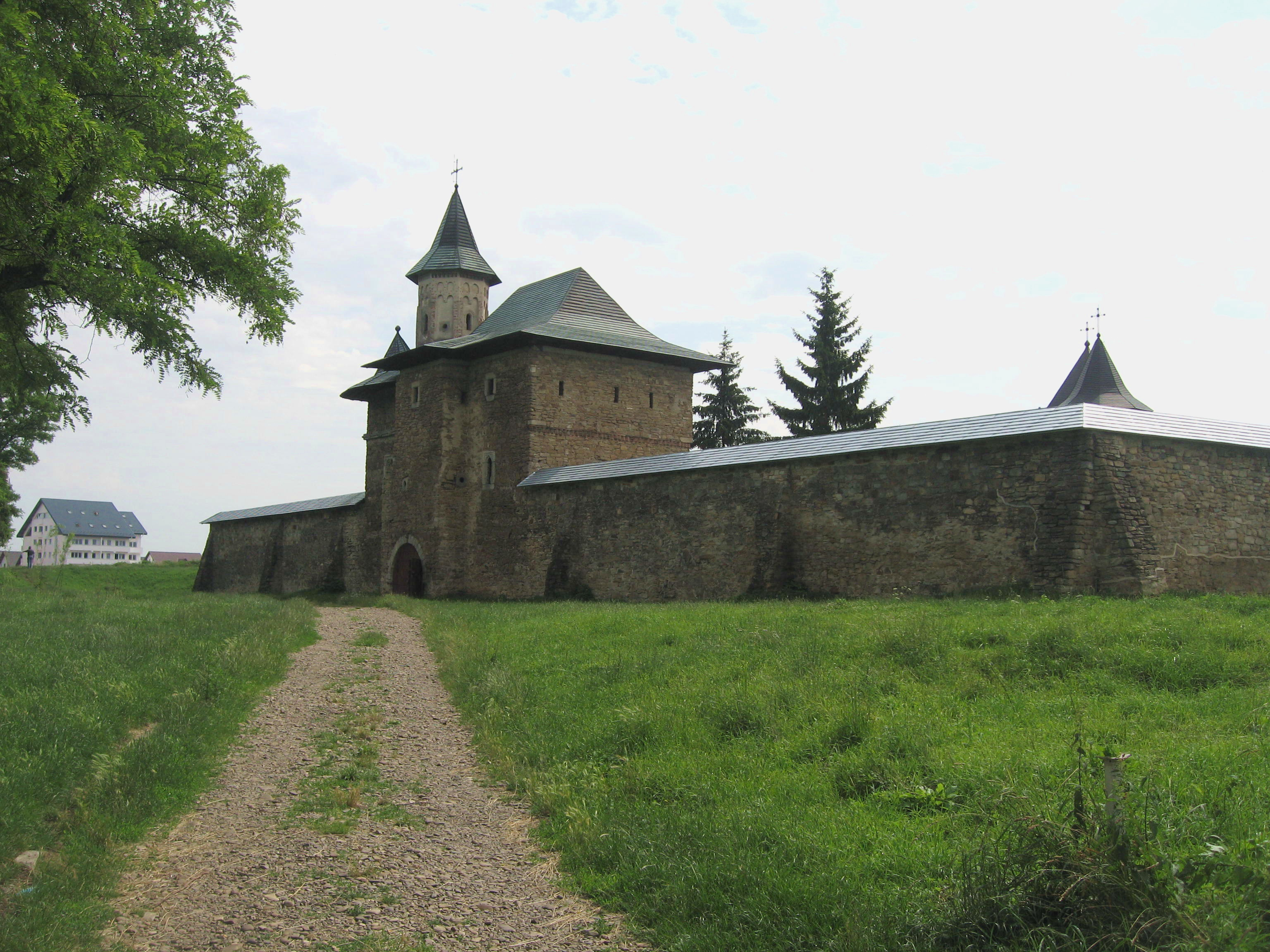
Clădirea cu paraclis, aflată pe latura de vest

Clădirea aflată pe latura de vest a zidului de incintă pare a fi fost folosită ca sediu al Episcopiei armene de Suceava. Edificiul, de formă dreptunghiulară, are la parter un gang boltit pe unde se face intrarea în mănăstire, acesta având două încăperi (de o parte și de alta a intrării), care serveau pe post de chilii. La primul etaj se afla Paraclisul Sfintei Maria (pe latura nordică) și două chilii. Etajul al doilea din aripa sudică a fost adăugat mai târziu, acest lucru fiind dovedit de faptul că decorația exterioară și îndeosebi brâul contorsionat de pe corpul paraclisului se continuă pe clădirea mai recentă printr-un alt fel de decor. 
Paraclisul Sfintei Maria este alcătuit din naos și altar, având un sistem de construcție de tip moldovenesc. Întreaga clădire, dar în special paraclisul, a fost împodobită cu diverse elemente decorative, având ca motiv central o canelură largă, întreruptă de incizii circulare, pe fondul cărora sunt plasate mici rozete în relief. Deasupra paraclisului se află o turlă de formă octogonală, mică, cu patru ferestre cu chenare în arcadele din cele patru puncte cardinale. Sub streașină, paraclosul este înconjurat de un brâu de cărămizi zimțate.
După cum observă istoricul Leon Șimanschi, „din punct de vedere al compoziției, cu excepția câtorva elemente secundare, acest decor este comun bisericilor moldovenești, încă din veacul al XV-lea”. 

### Biserica „Sfântul Auxentie”

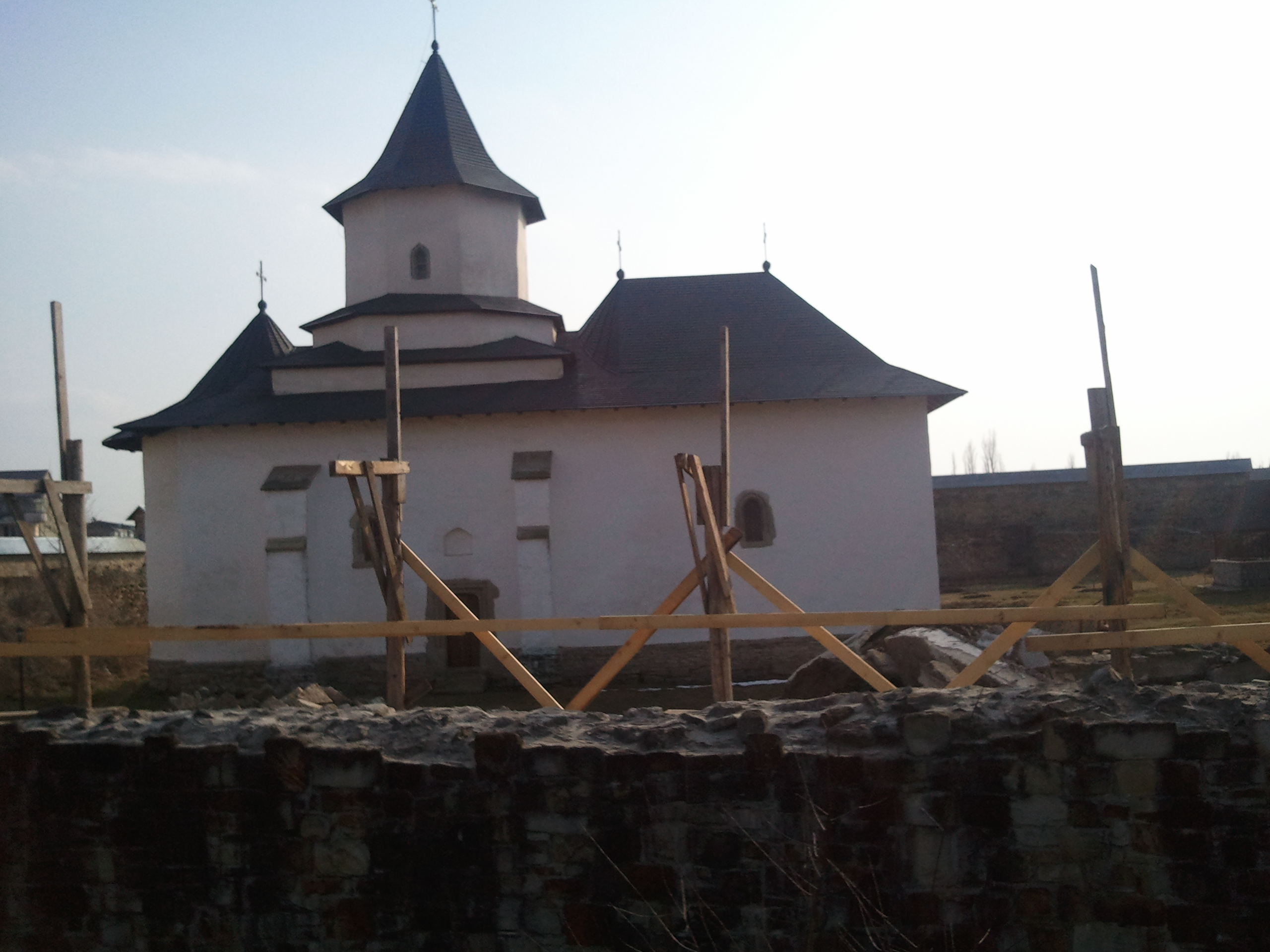
Biserica Sfântul Auxentie

Biserica „Sf. Auxentie” a fost construită din piatră după un plan dreptunghiular, fiind compartimentată în pronaos, naos și altar. Edificiul nu are abside laterale, în locul acestora găsindu-se două contraforturi, de o parte și de alta. În exterior, biserica are o linie arhitectonică simplă. Câte o pereche de contraforturi de formă octogonală sprijină de o parte și de alta zidurile naosului. Decorația îmbină elemente de tradiție gotică și clasică cu motive noi, de influență orientală (rozetele).
Lăcașul de cult are două intrări: una în peretele vestic al pronaosului (cum există și la bisericile ortodoxe), iar cea de-a doua în peretele nordic al naosului. Pronaosul pătrat este boltit cu o calotă sferică sprijinită pe patru arcuri. În pronaos, zidul despărțitor are două ferestre, de o parte și de alta a ușii. Boltirea naosului este specific moldovenească. Din pictura originală a bisericii se mai păstrează niște urme pe peretele drept al naosului. 
Se remarcă prezența celor trei altare, după topografia bisericilor armenești, cu un altar central în absida centrală și cu două altare secundare, amplasate în două nișe din perete și prevăzute cu mese de piatră. Catapeteasma a fost înlocuită cu o draperie simplă suspendată de o bârnă transversală.
Începând din anul 1994 s-au realizat lucrări de consolidare a întregului complex. Au fost executate lucrări de consolidare și restaurare la biserică de către firma Restaco SRL, iar recepția la terminarea lucrărilor a fost efectuată în anul 2003. Recepția finală a avut loc în data de 30 noiembrie 2005. Printre altele, biserica a fost văruită atât pe interior, cât și pe exterior.

### Alte construcții
În incinta complexului mănăstiresc se mai află un depozit de materiale și o fântână acoperită și înconjurată de ziduri, ambele de dată recentă. Chiliile înșirate pe lângă ziduri au dispărut.
Fântâna are adâncimea de aproximativ 18 metri (zece stânjeni).  Ea a fost reconstruită cu sprijinul material al familiei lui Gaidzag Ohanesian din Los Angeles. Pe zidurile care înconjoară fântâna este pusă o placă pe care scrie următoarele: „Pelerinule, După ce vei ajunge la Mânăstirea Zamca și vei dori să-ți astâmperi setea de la acest izvor, pomenește în rugăciunile tale, pe robii lui Dumnezeu Gaidzag Ohanesian și pe cei ai lui, prin a căror grijă s-au rostuit apele acestea și zidurile ce le cuprind în astă fântână.”.

## Imagini

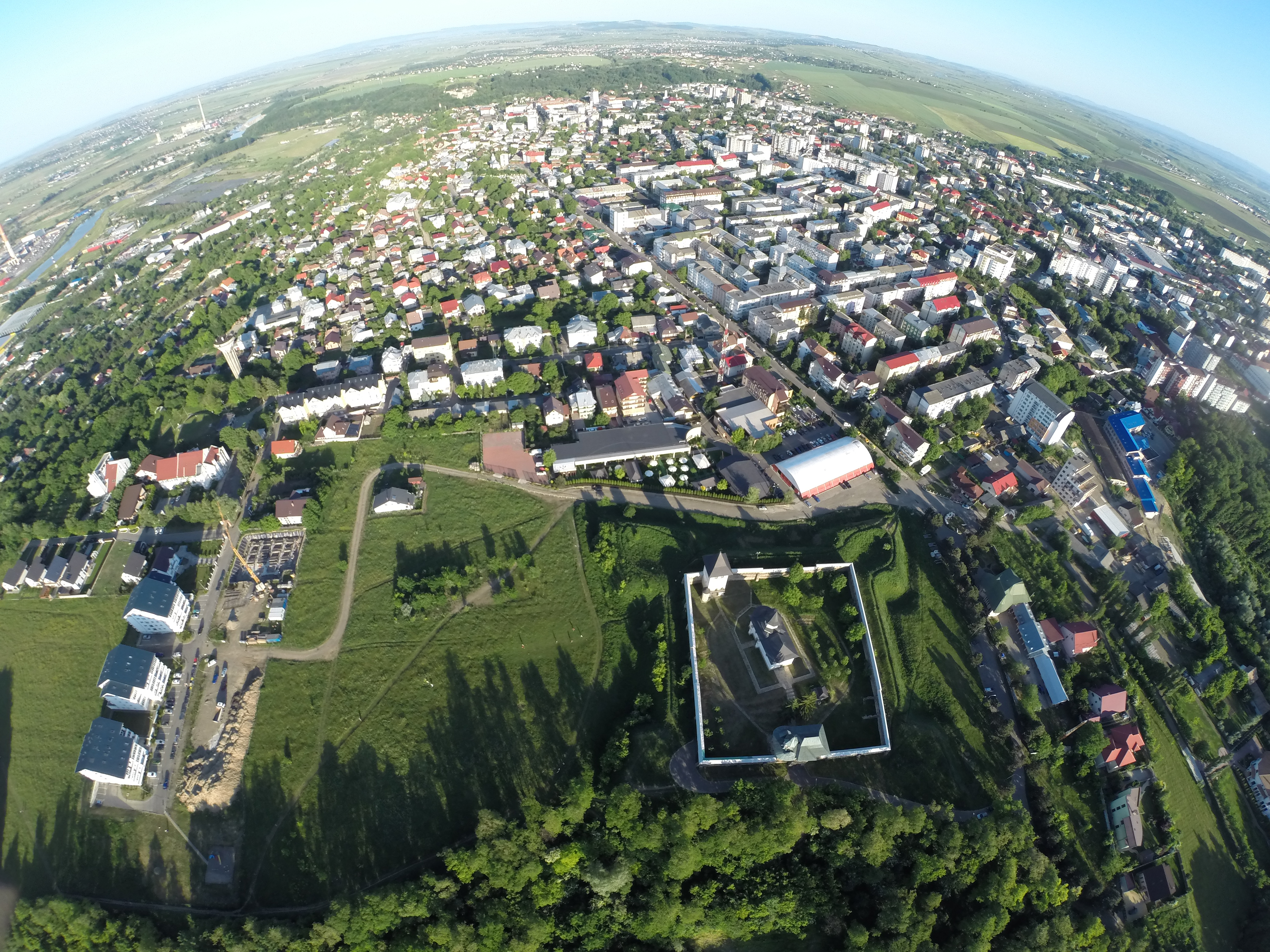
Perspectivă aeriană cu Mănăstirea Zamca și cartierul omonim
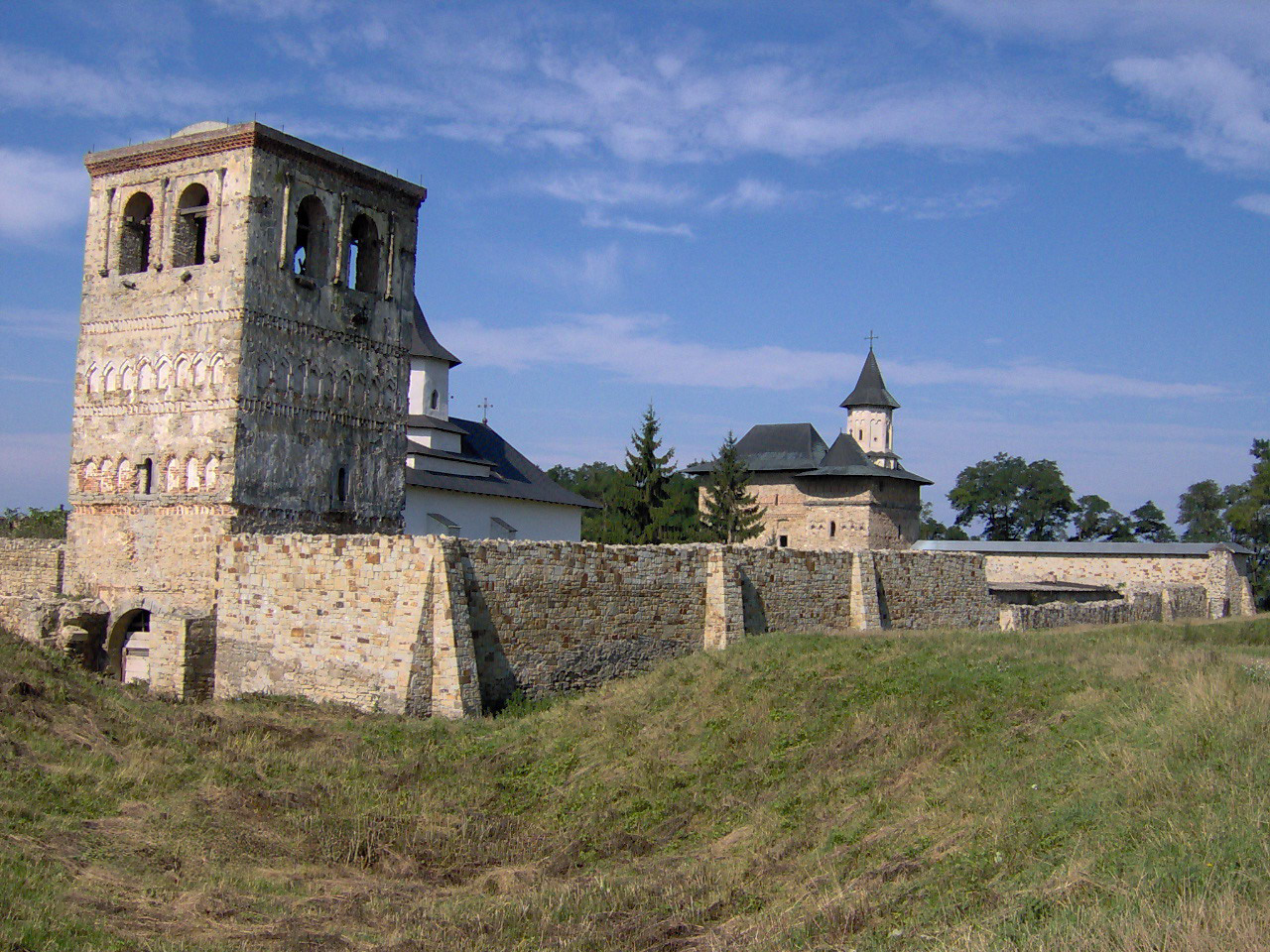
Mănăstirea Zamca
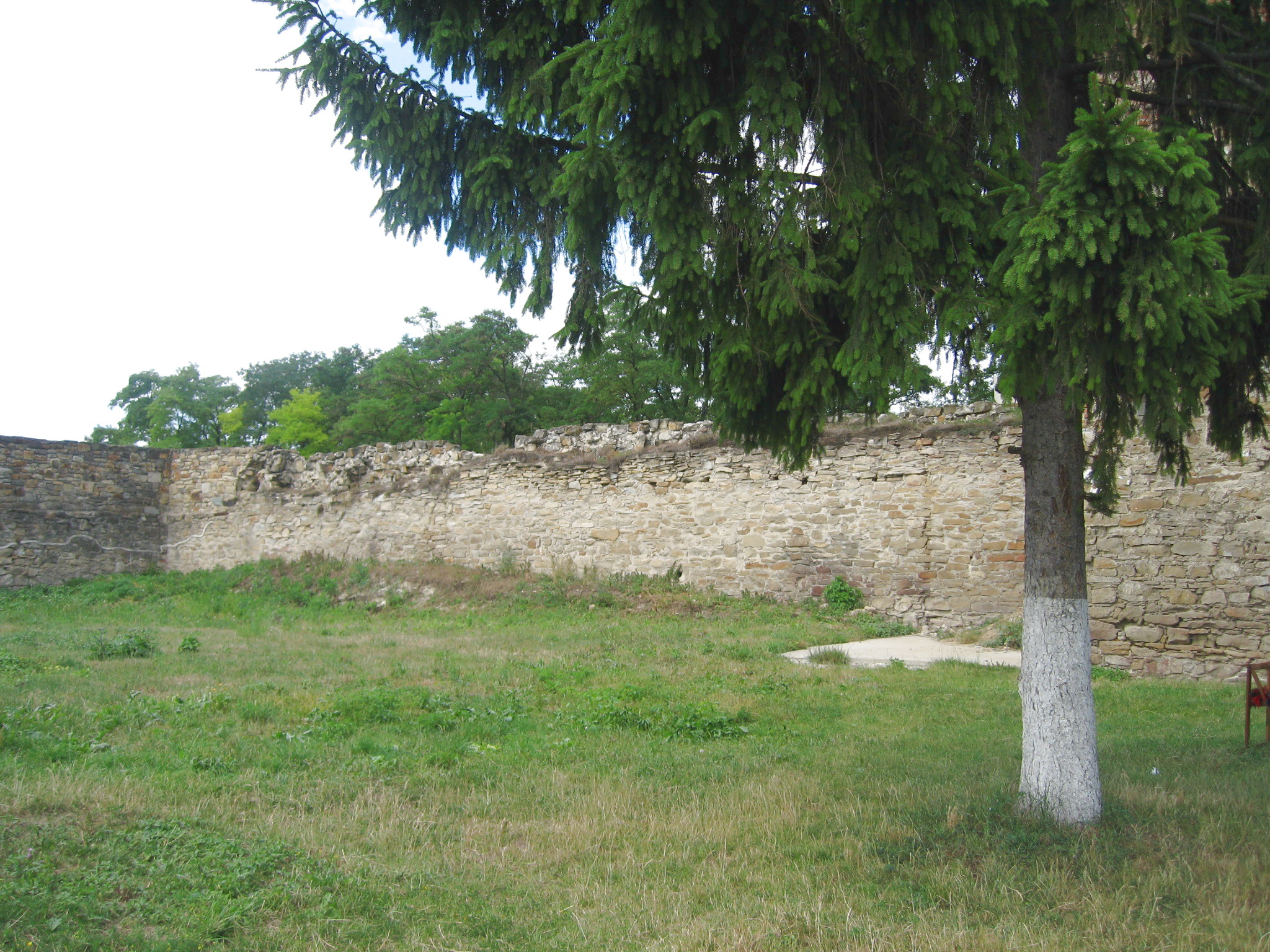
Zid de incintă
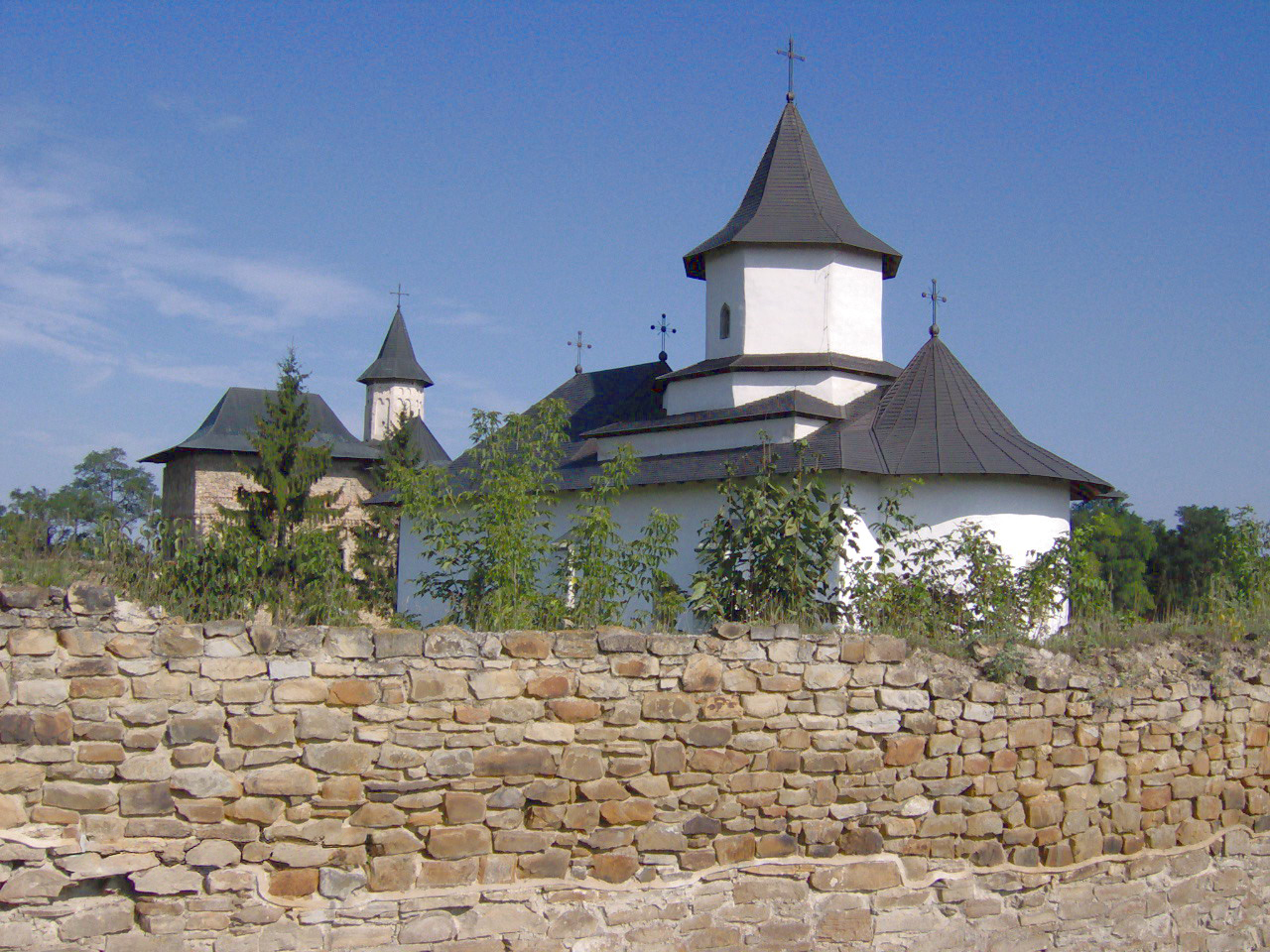
Biserica și clădirea cu paraclis
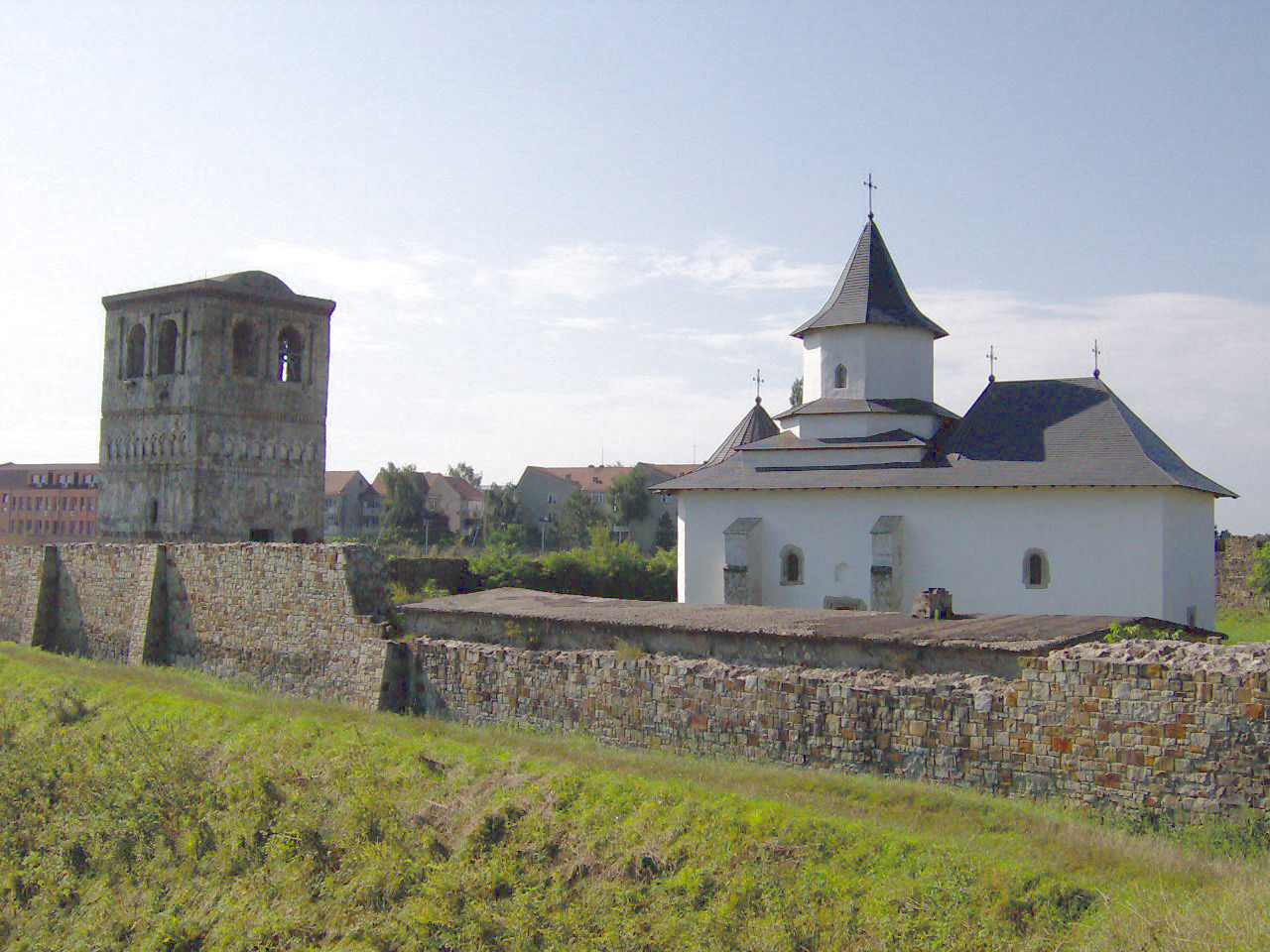
Biserica și turnul clopotniță
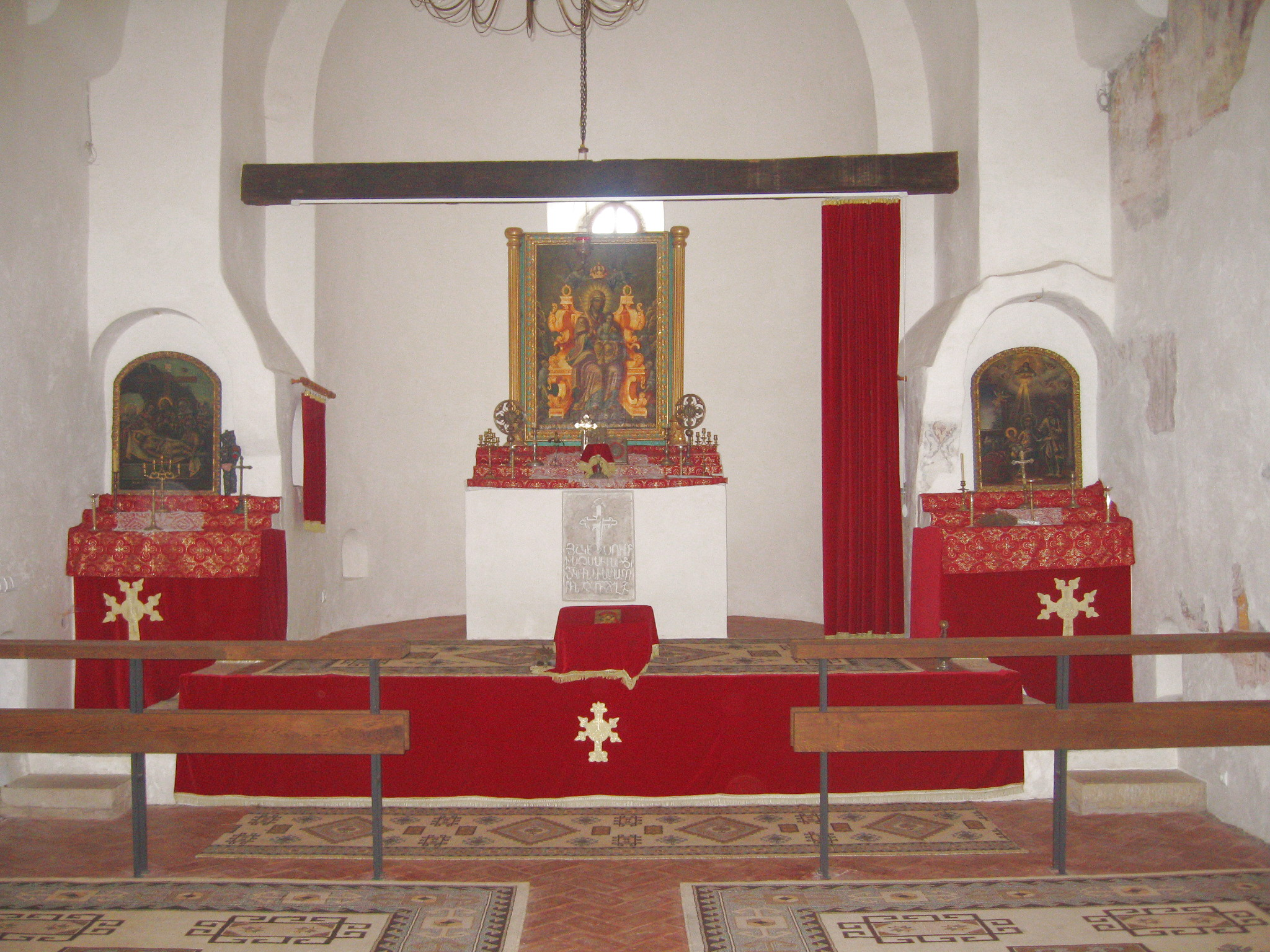
Naosul și altarul bisericii
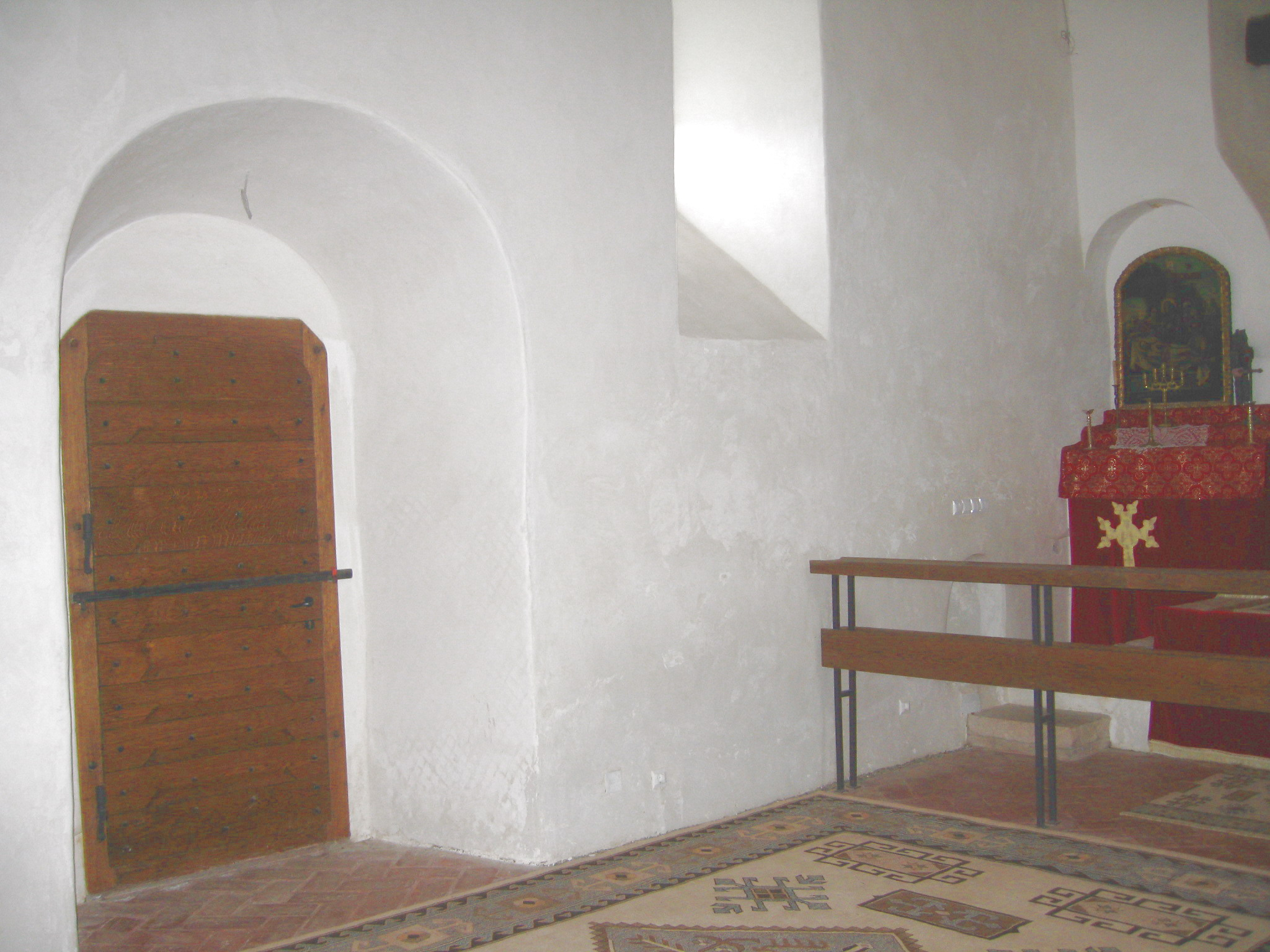
Ușă de intrare în naos
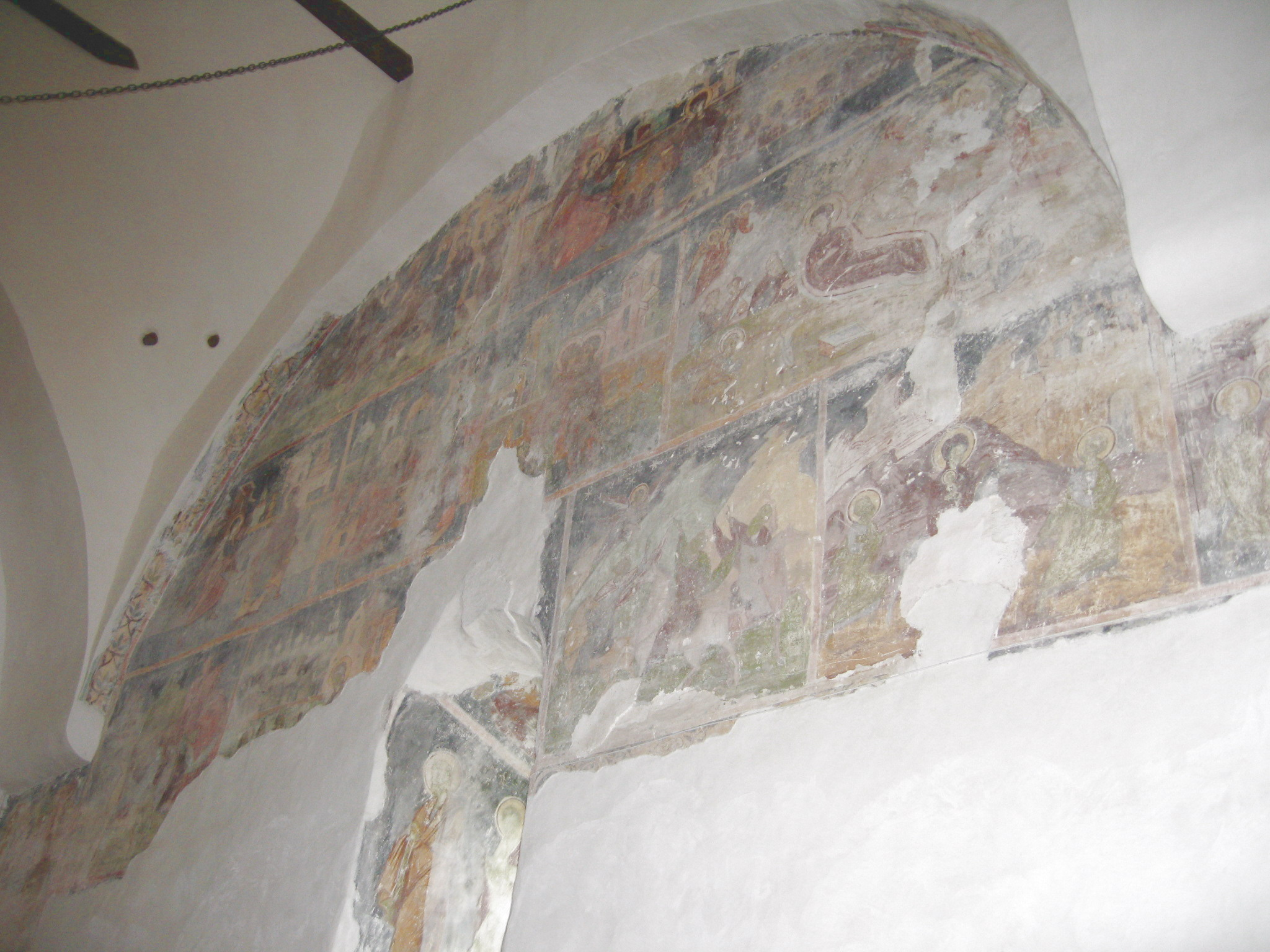
Urme de pictură în naosul bisericii
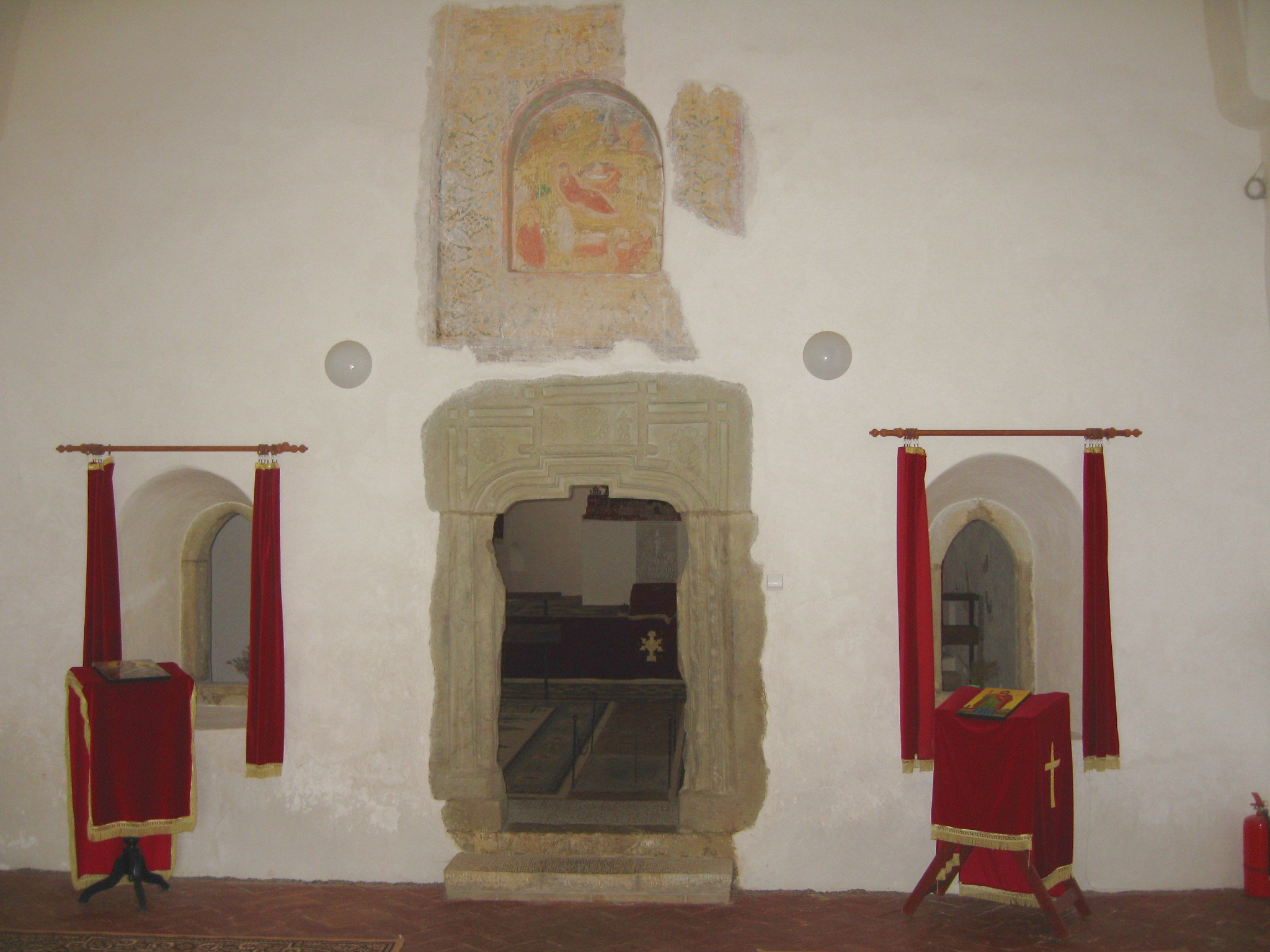
Zidul care separă pronaosul de naos
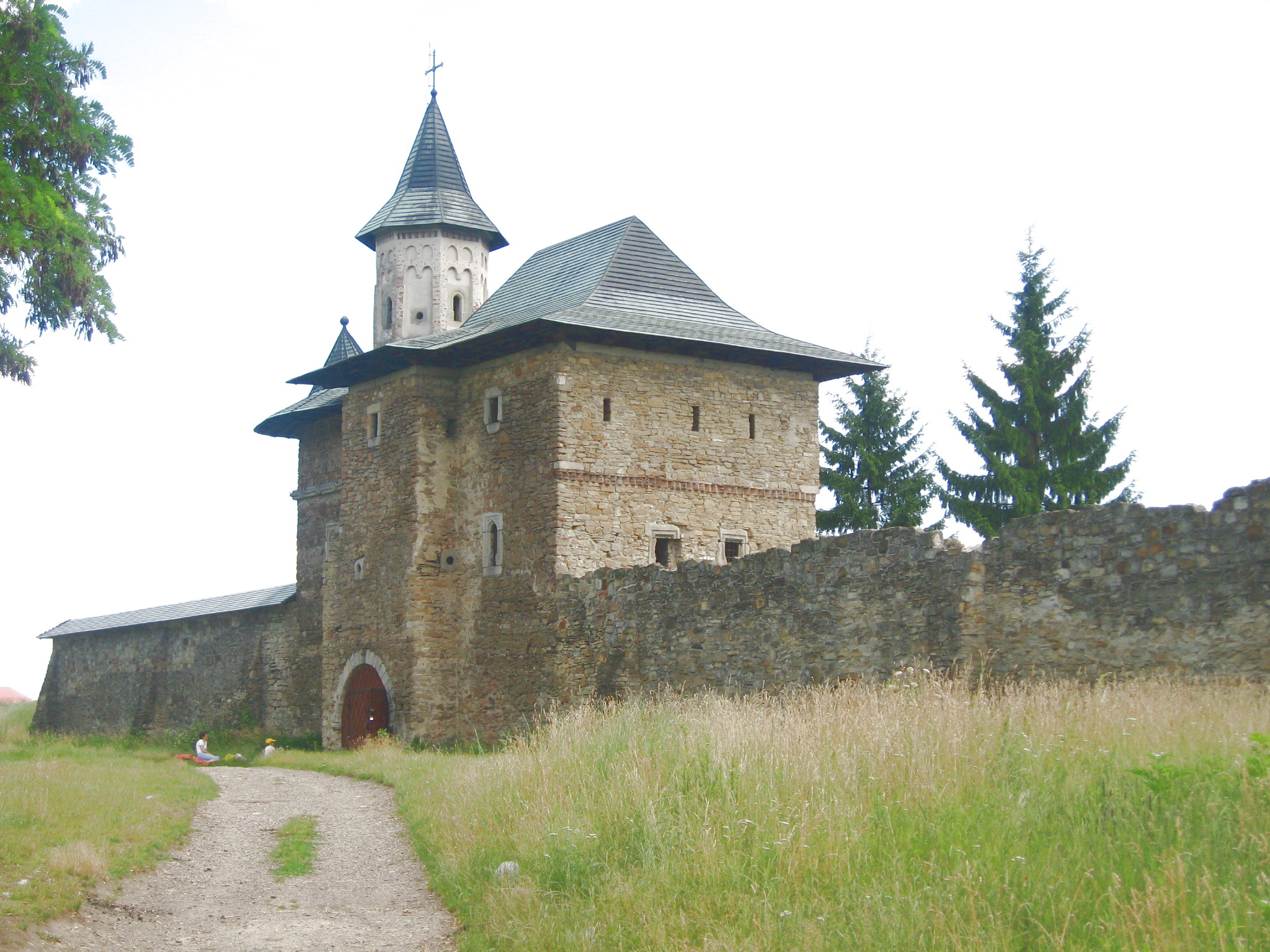
Clădirea cu paraclis
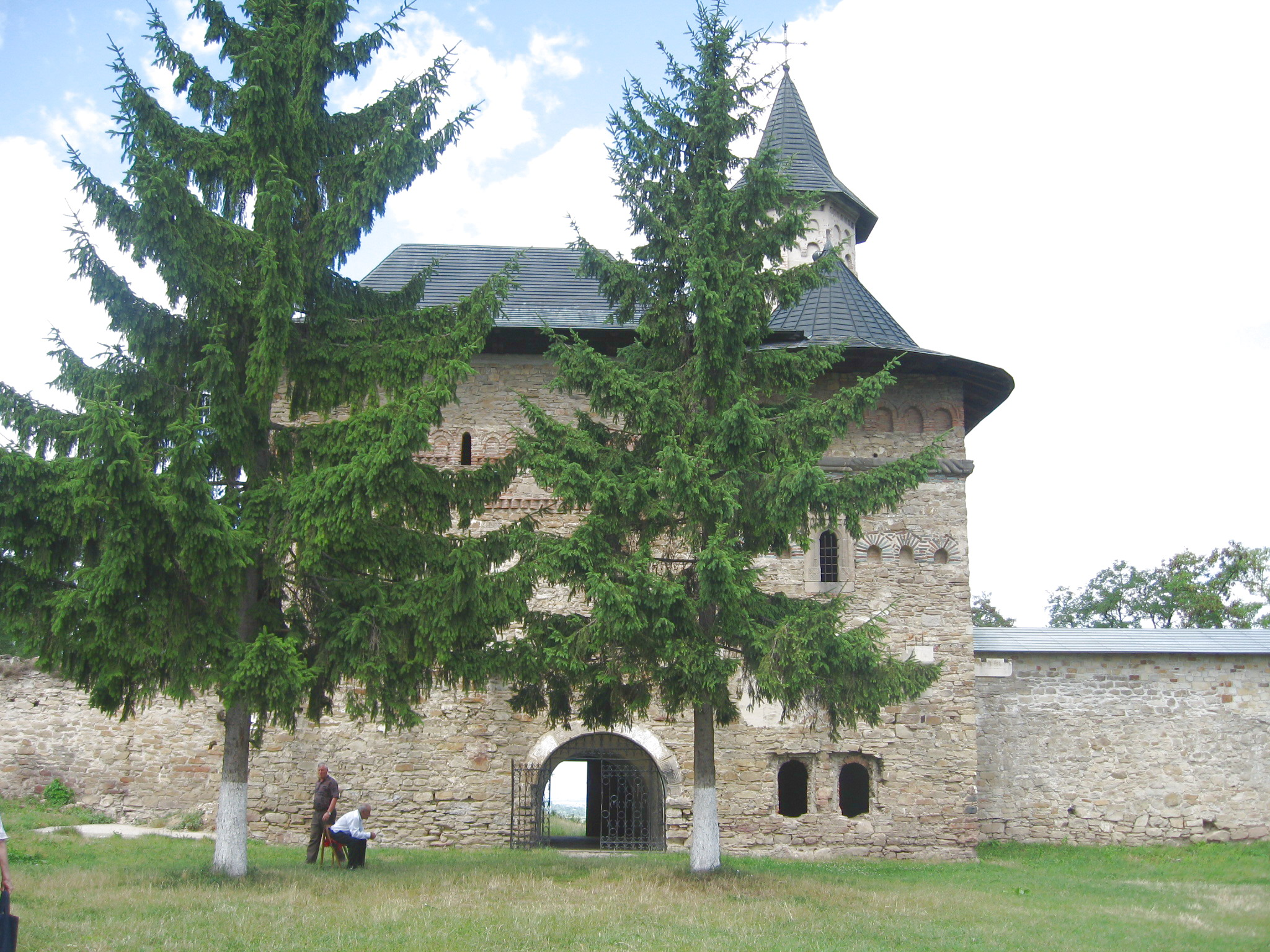
Clădirea cu paraclis
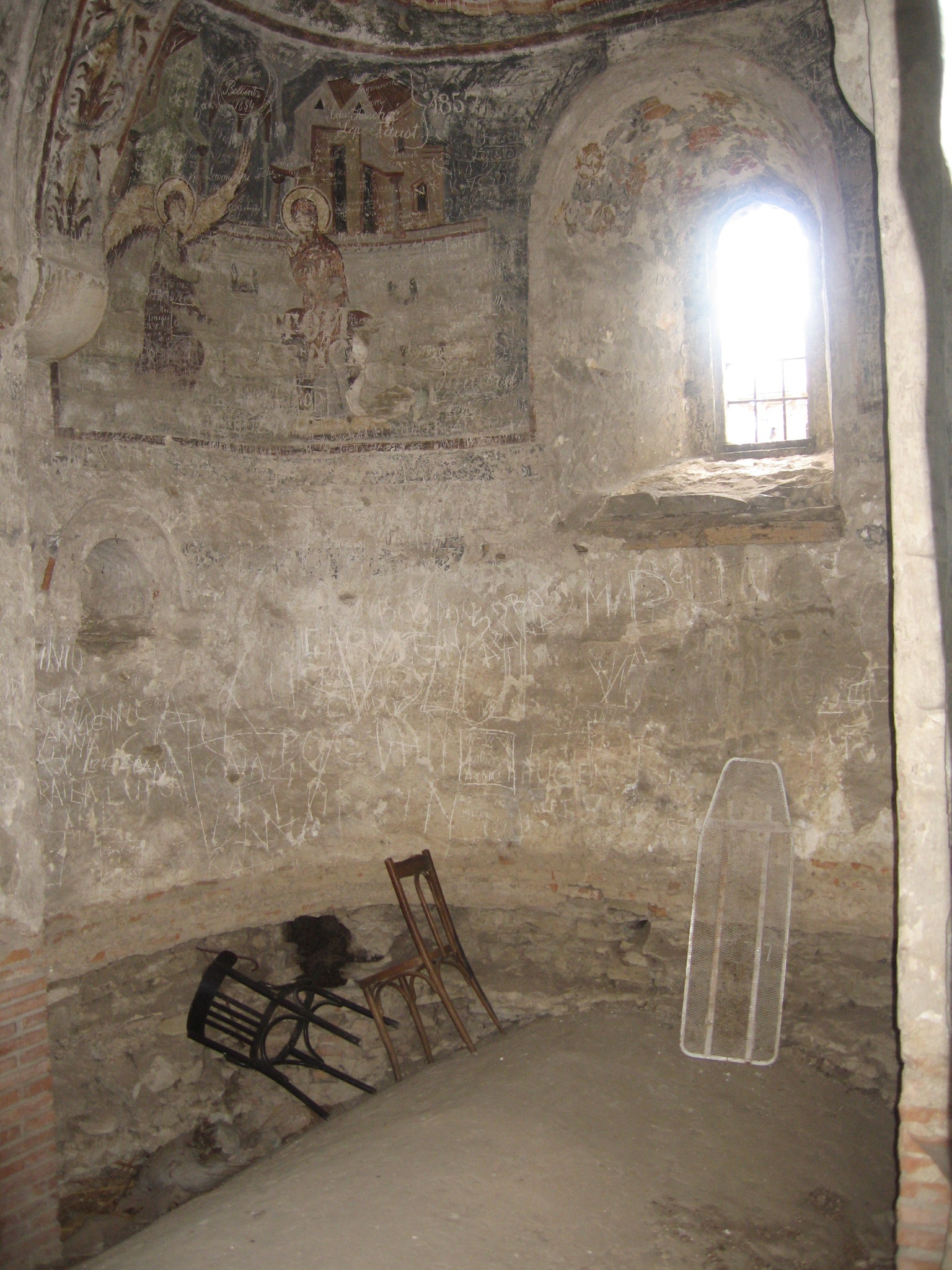
Paraclisul de la etaj
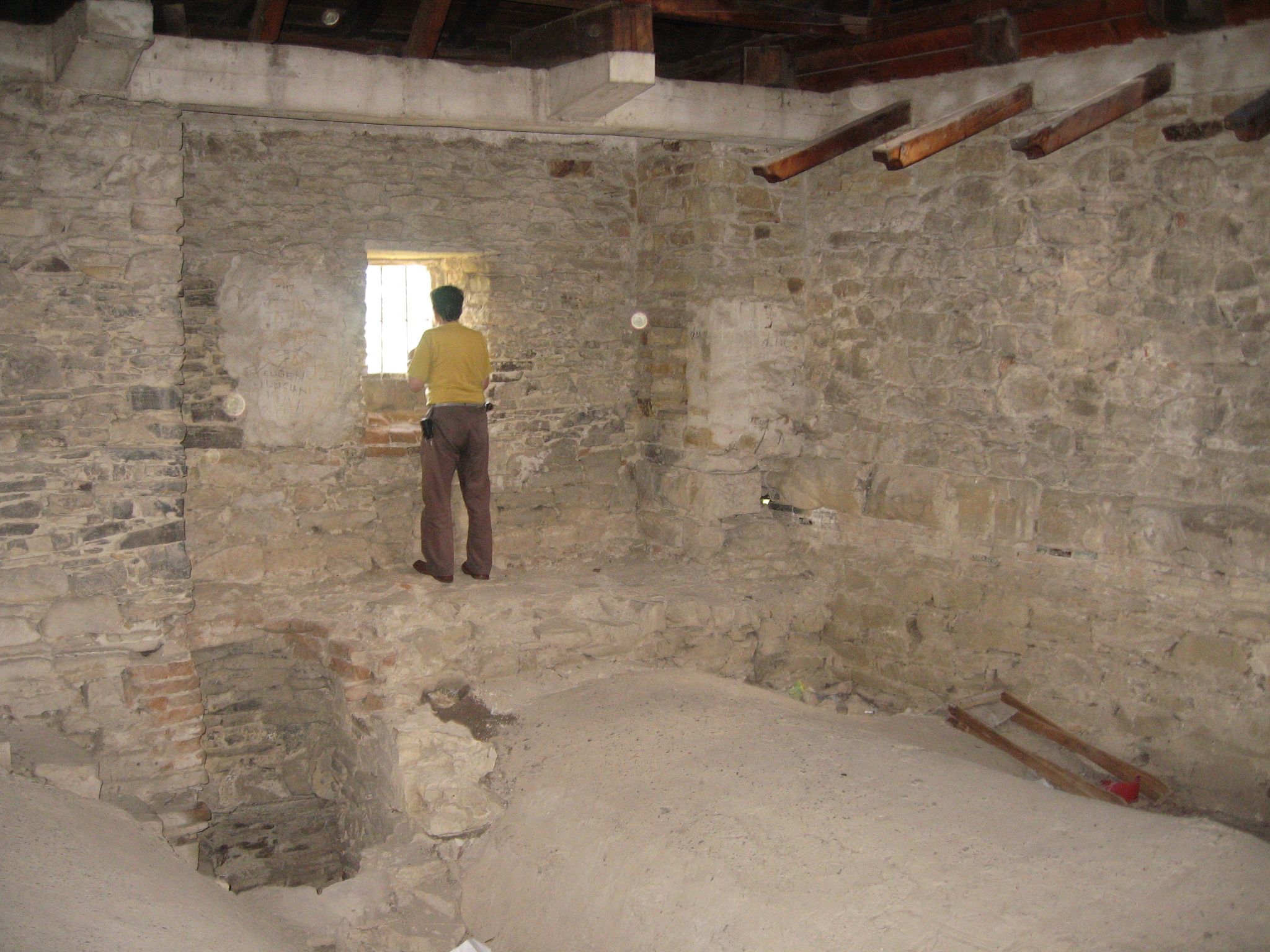
Incinta de la etajul al doilea al clădirii cu paraclis
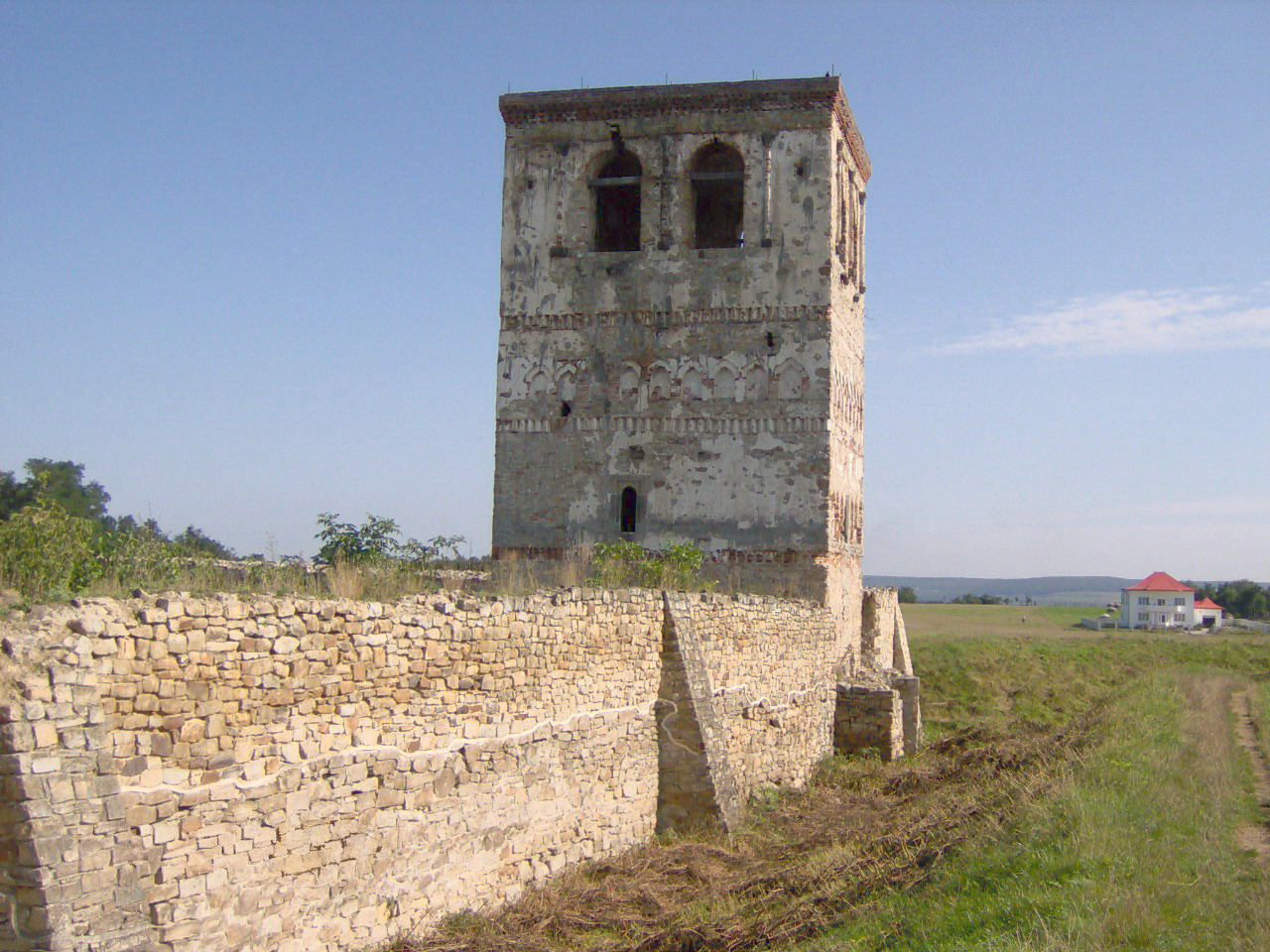
Turnul clopotniță
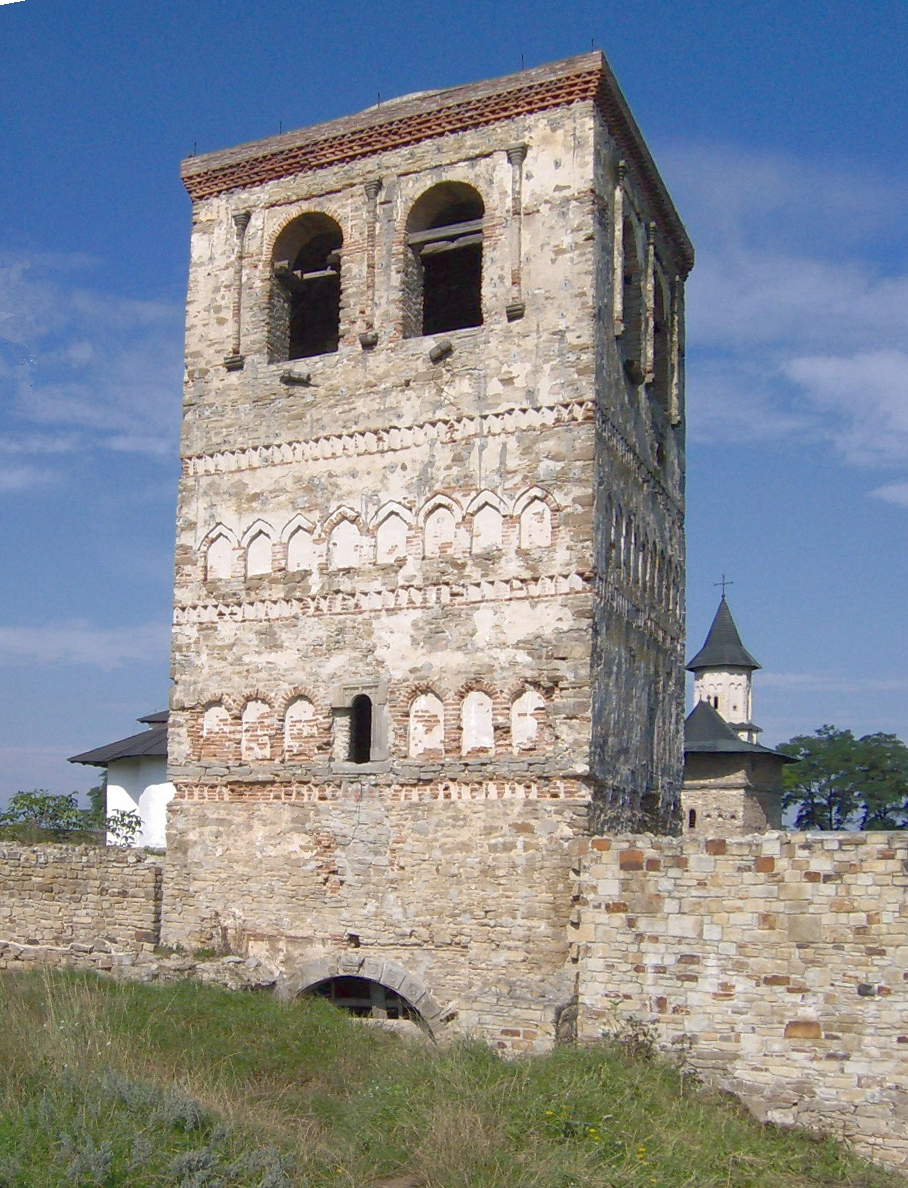
Turnul clopotniță
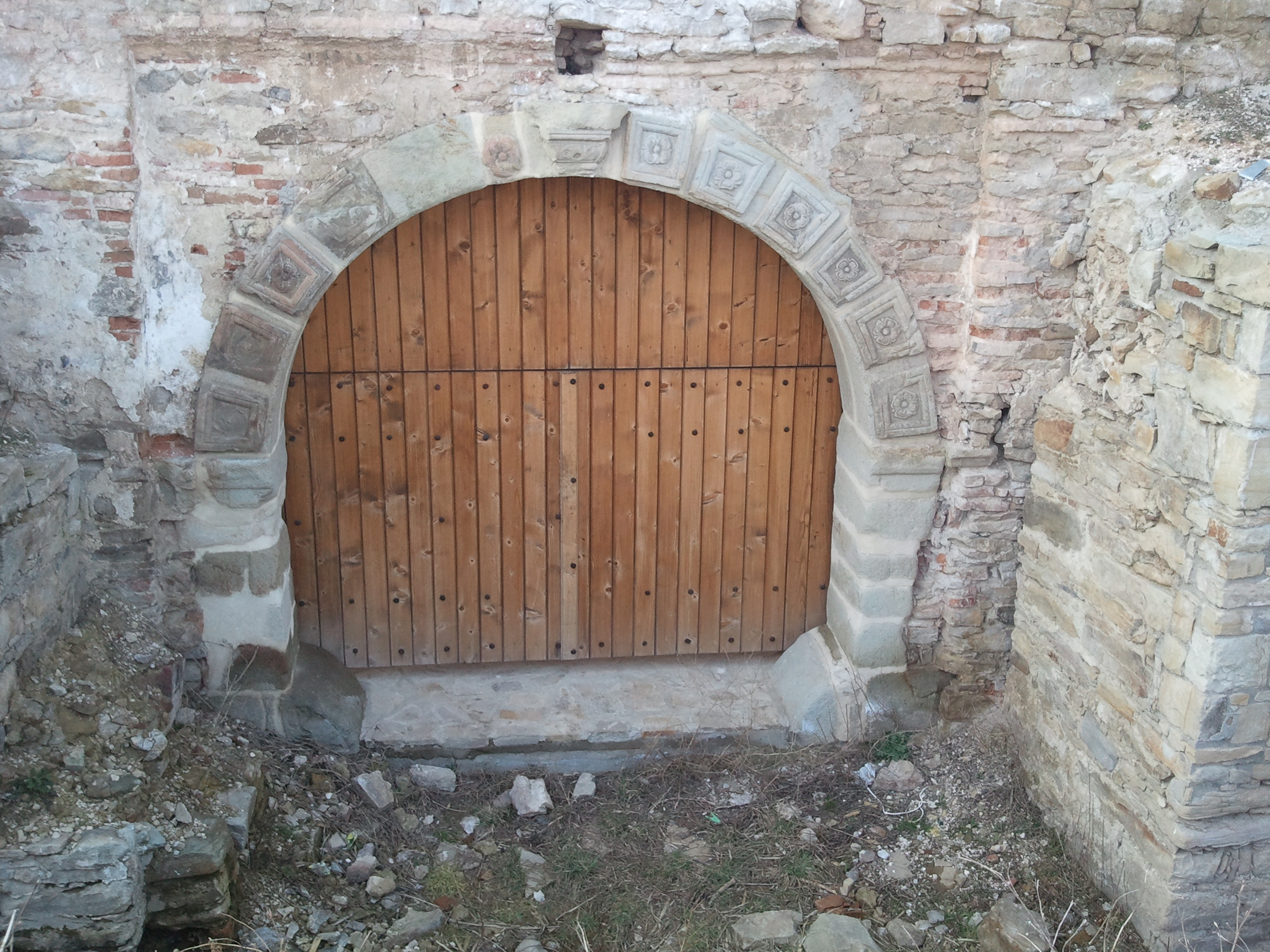
Poartă aflată la baza turnului clopotniță
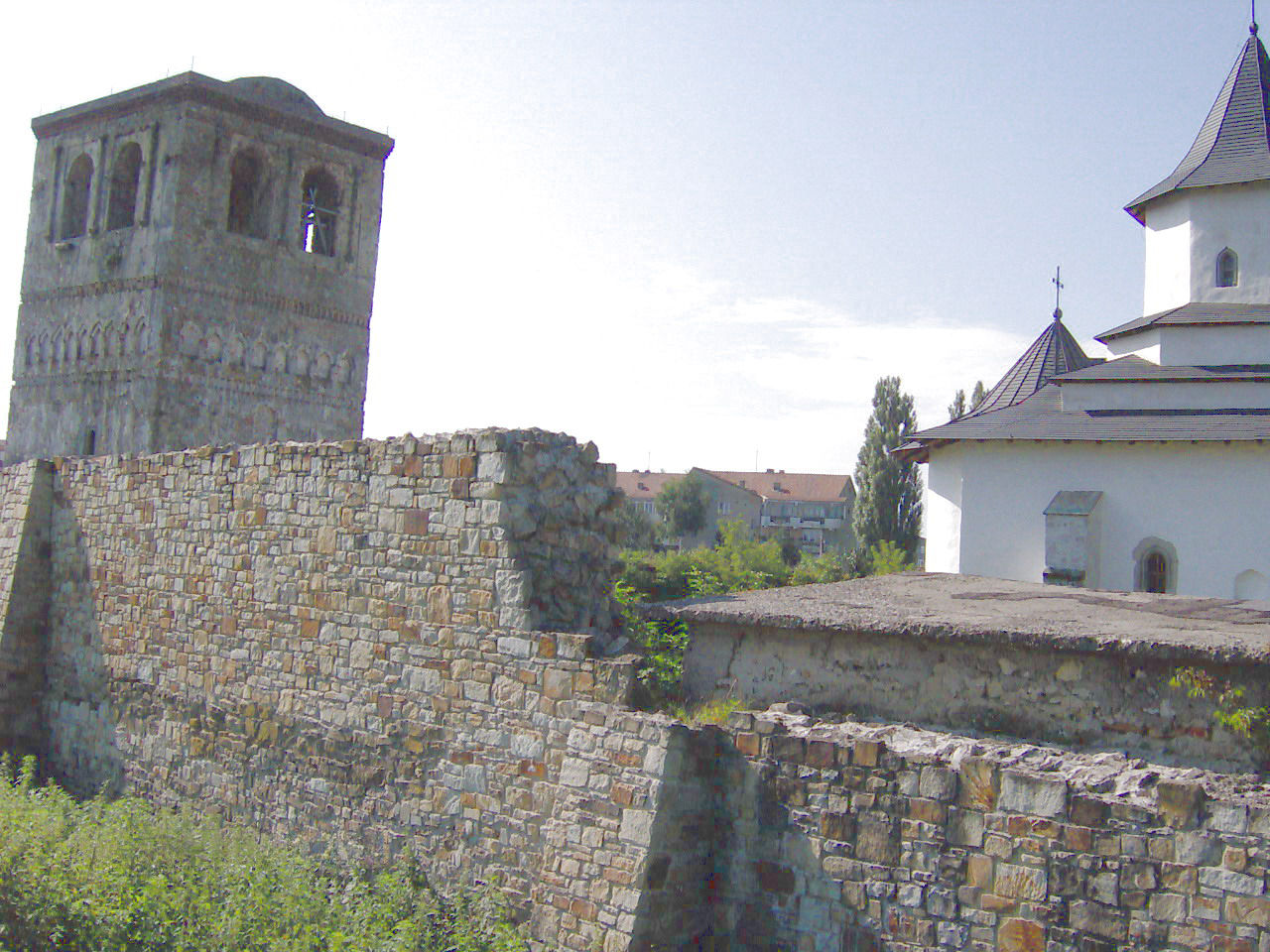
Turnul clopotniță și un detaliu al zidului de incintă
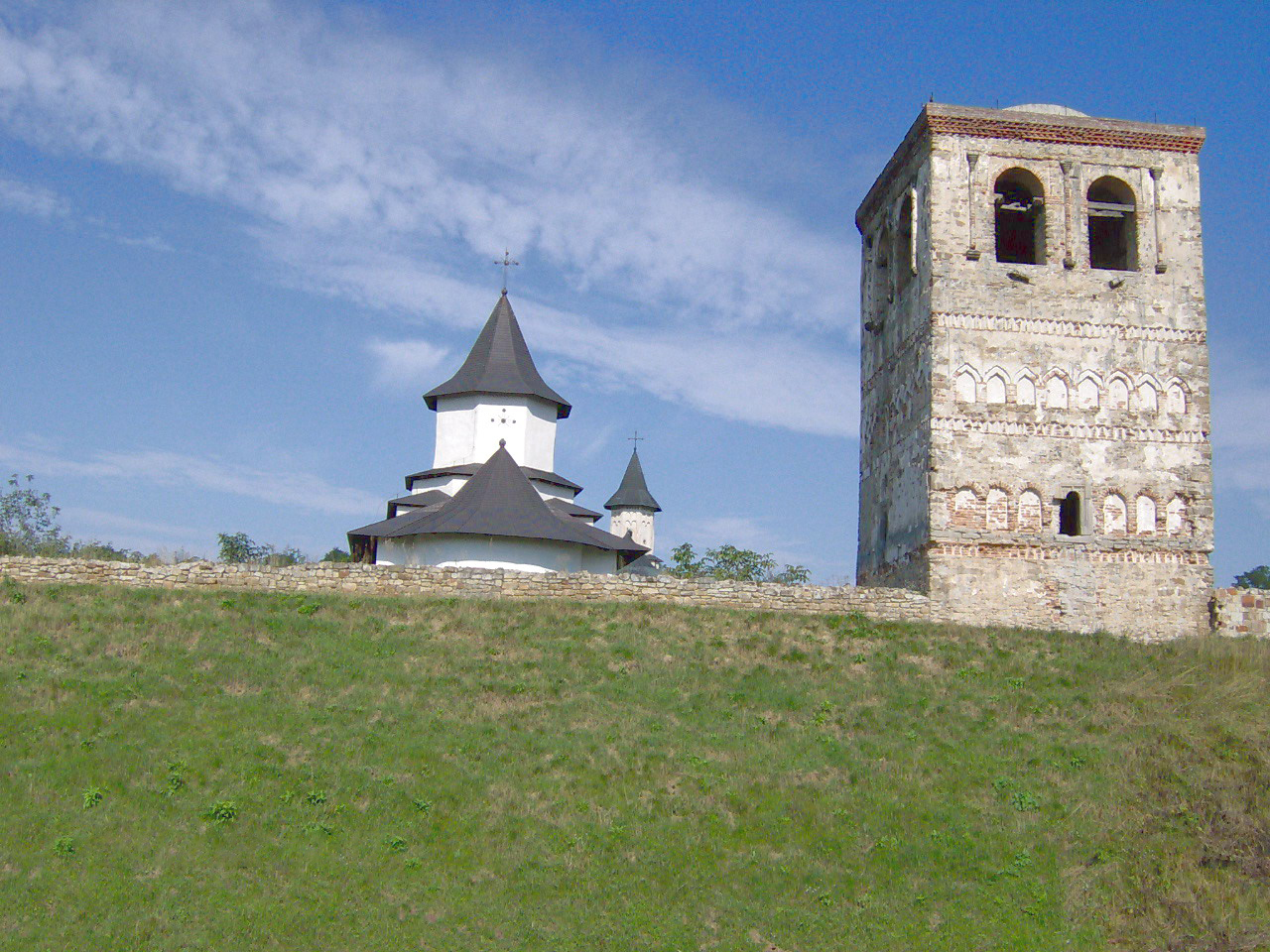
Turnul clopotniță văzut de la baza valului de pământ
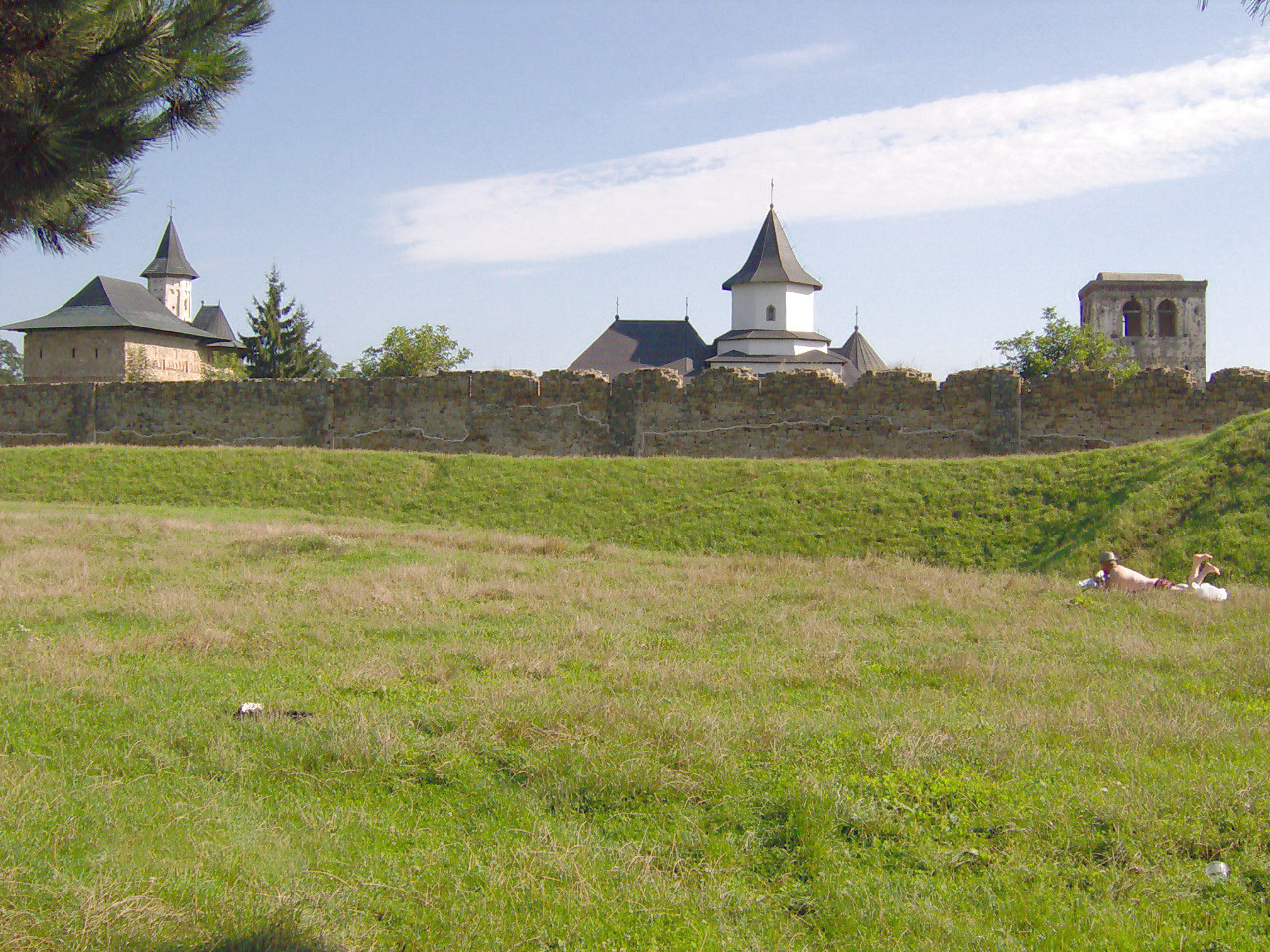
Complexul mănăstiresc
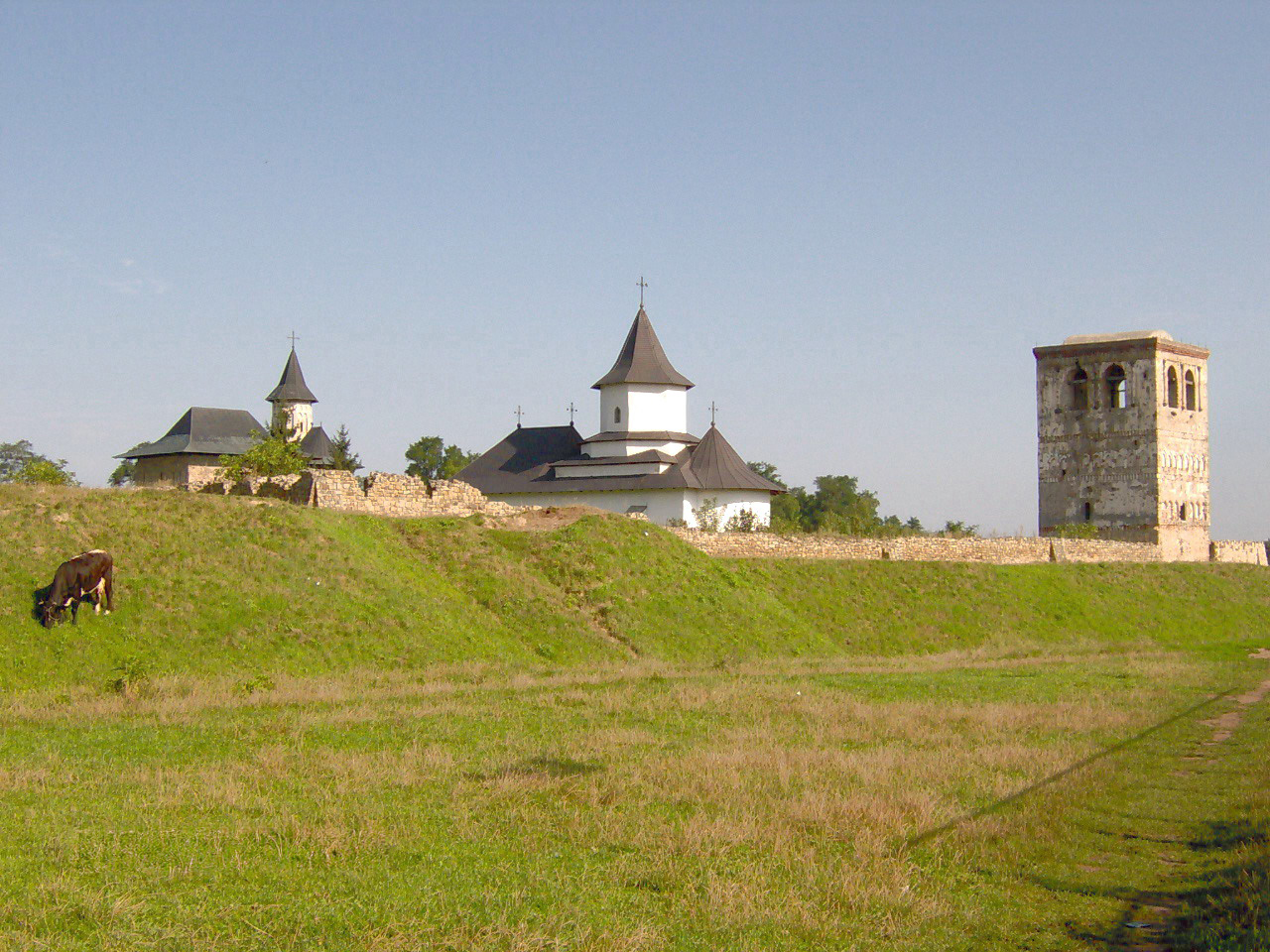
Complexul mănăstiresc
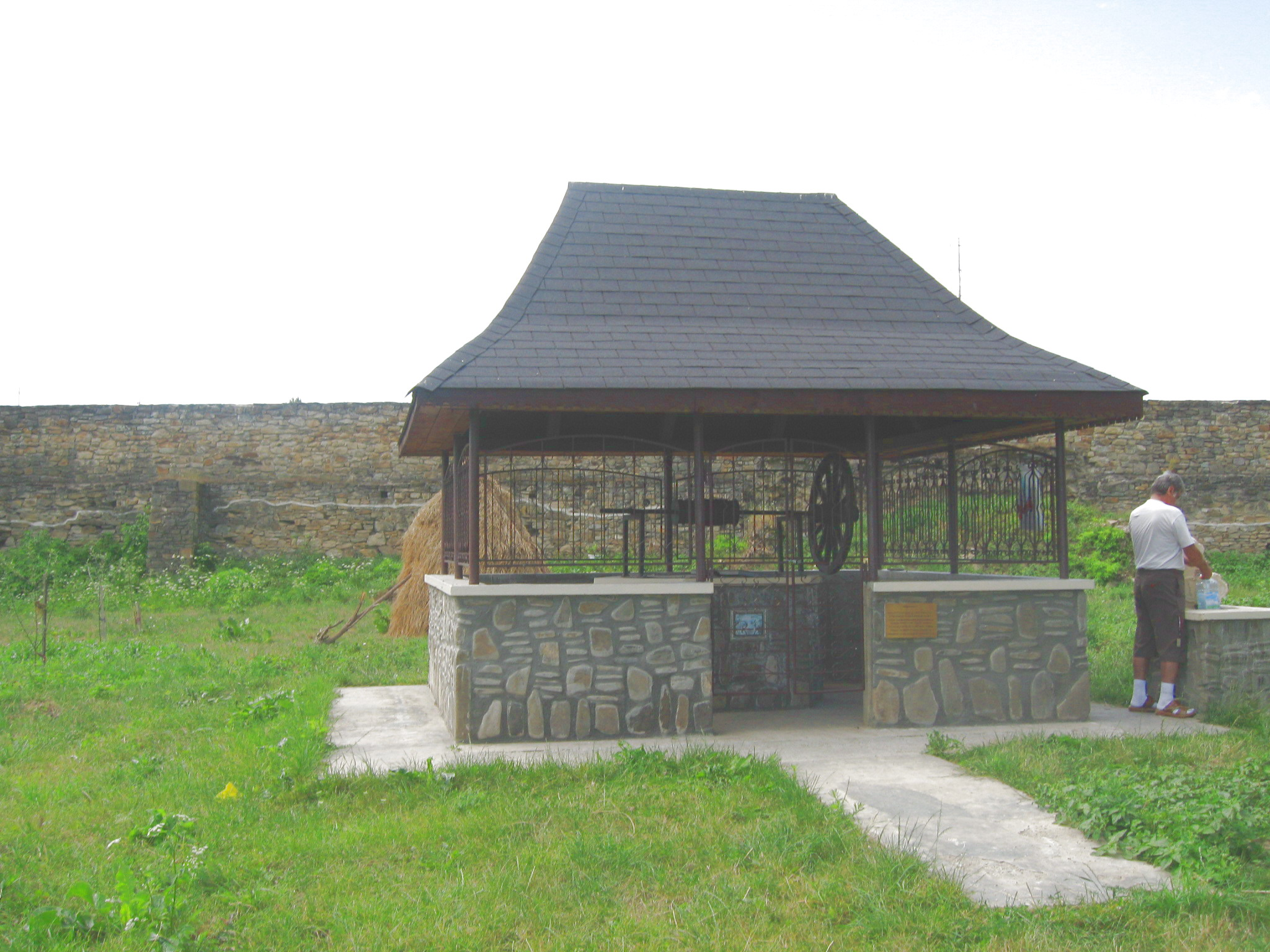
Fântâna din incinta complexului mănăstiresc
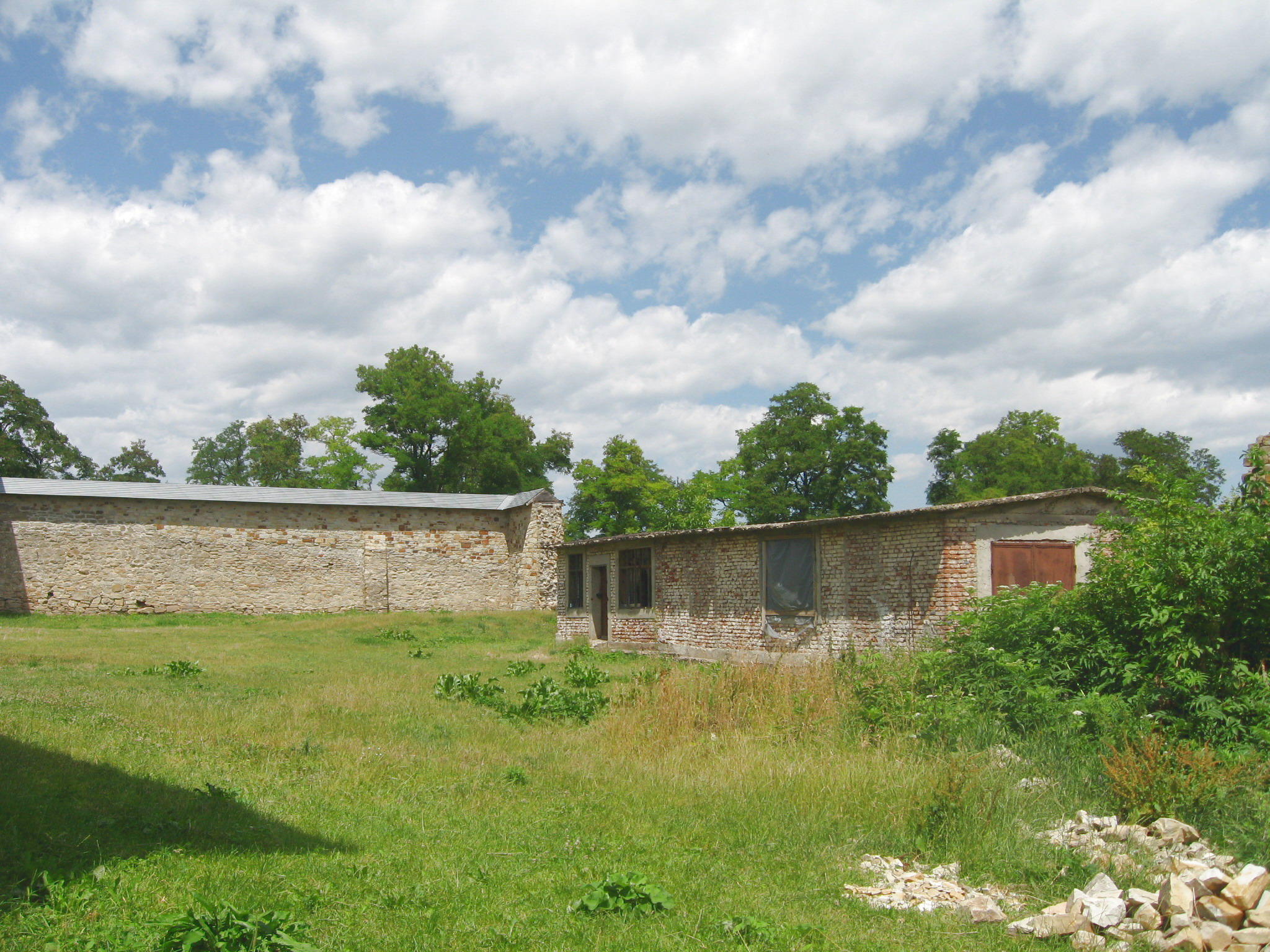
Depozit de materiale
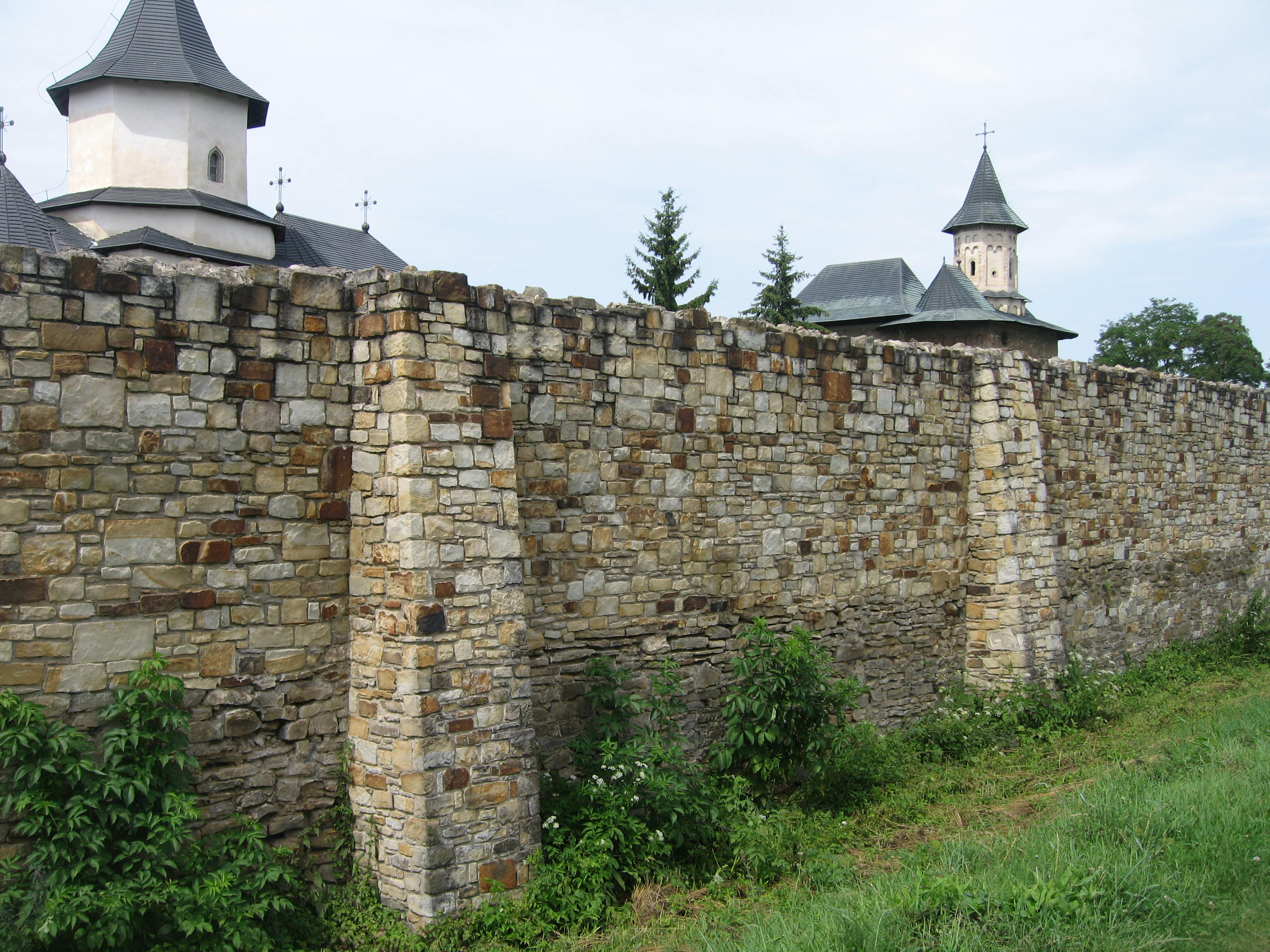
Zid de incintă
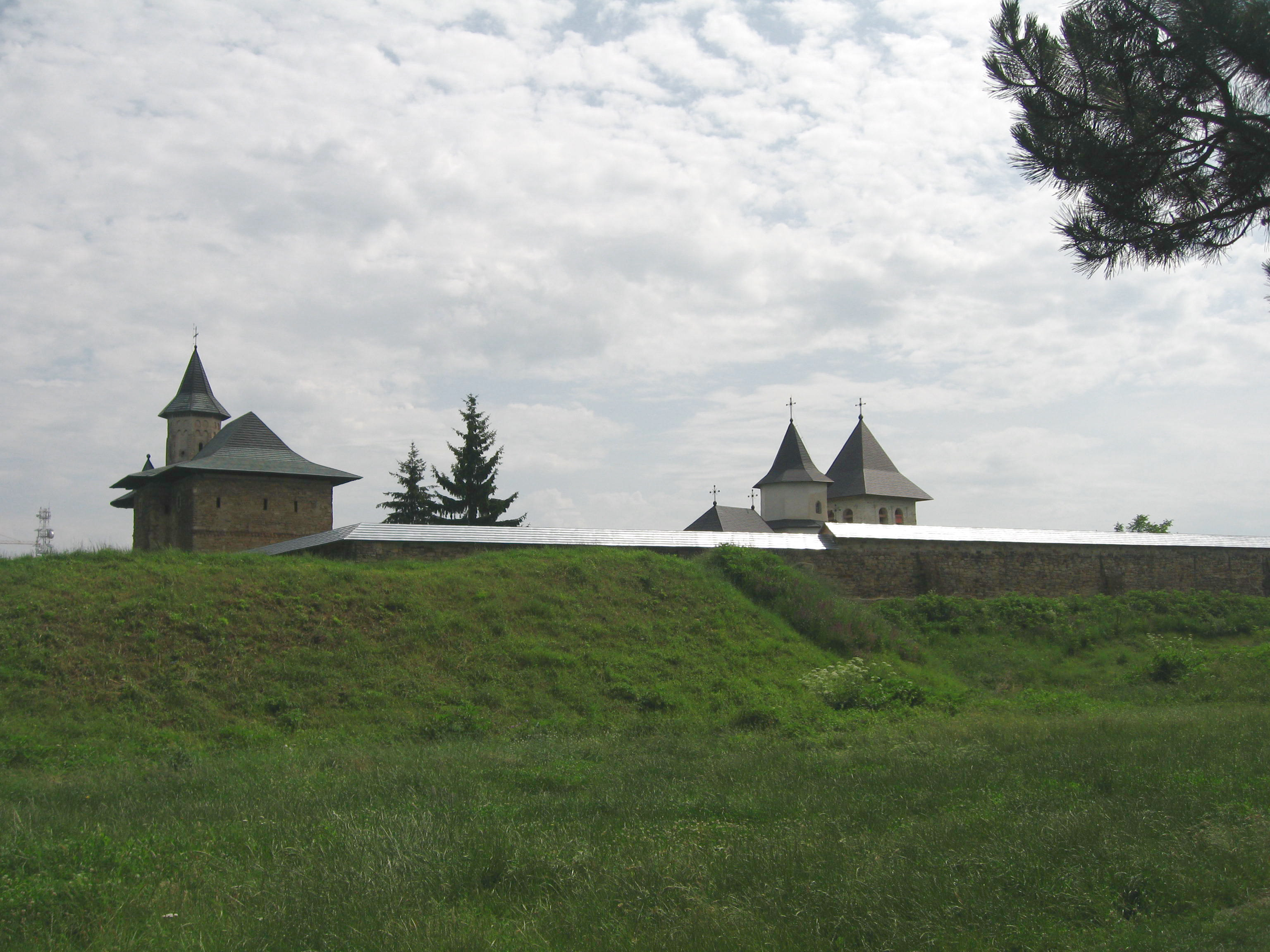
Fortificație de pământ
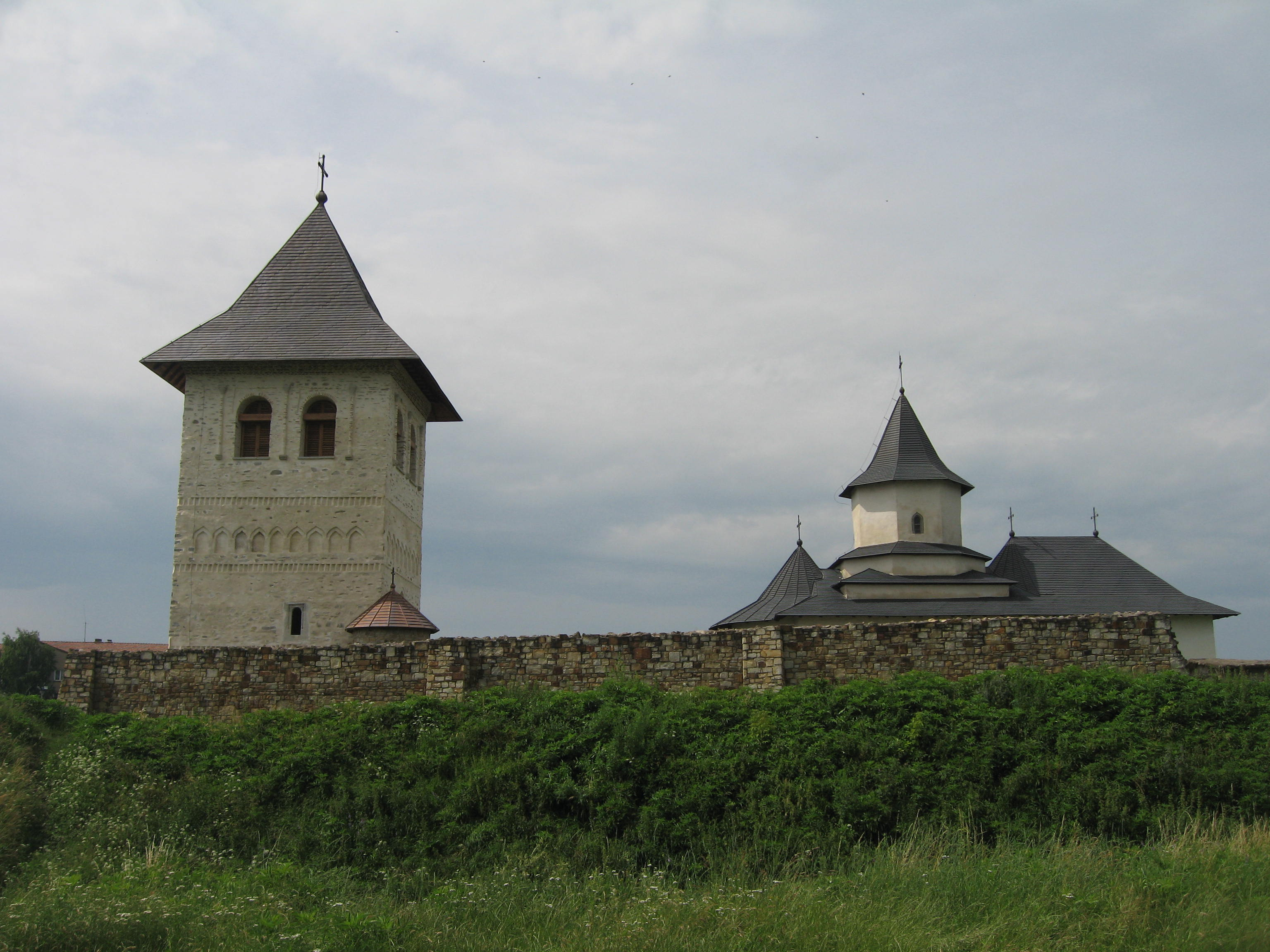
Fortificație de pământ, biserica și turnul clopotniță
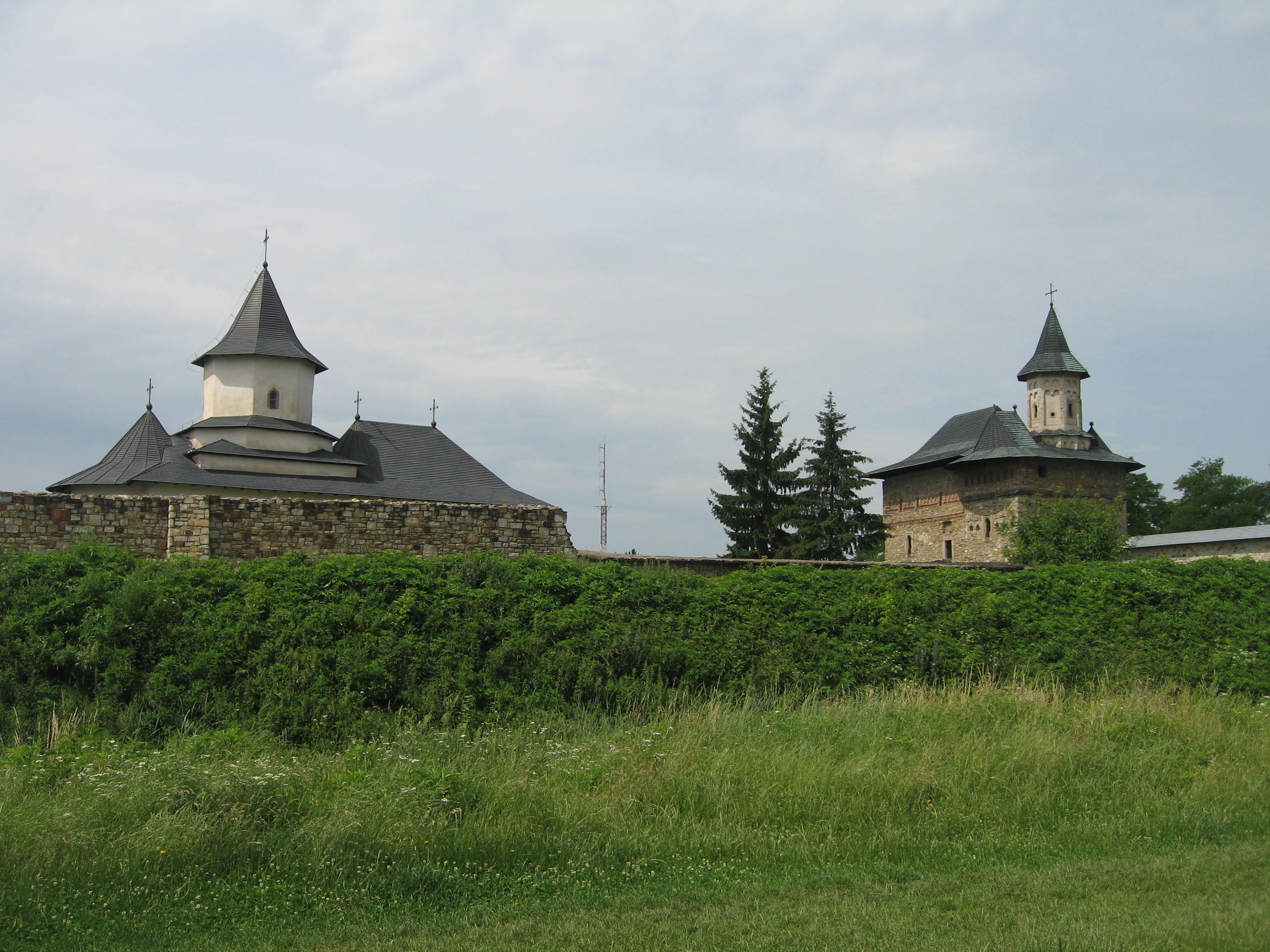
Fortificație de pământ, biserica și clădirea cu paraclis
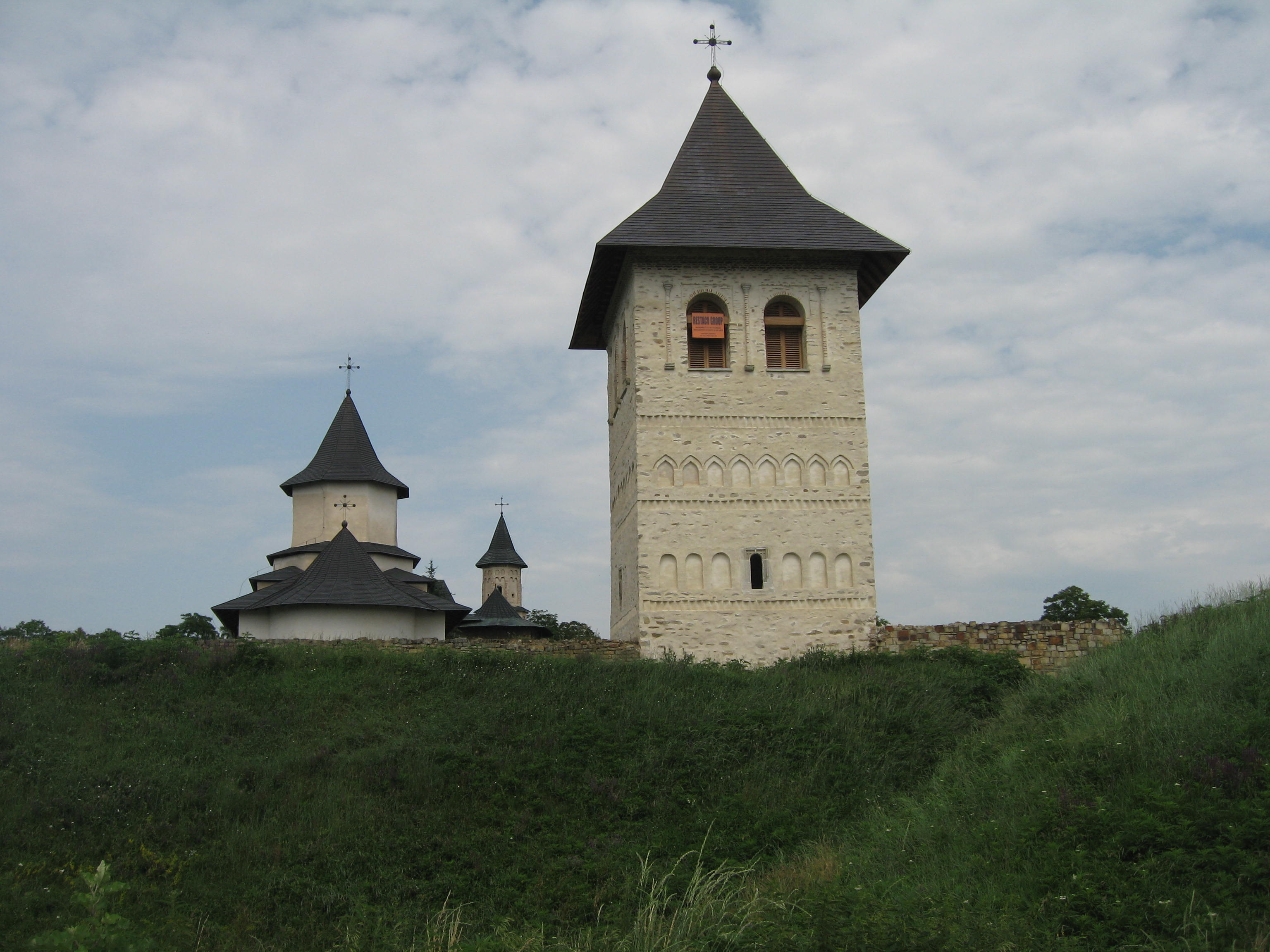
Fortificație de pământ, biserica și turnul clopotniță
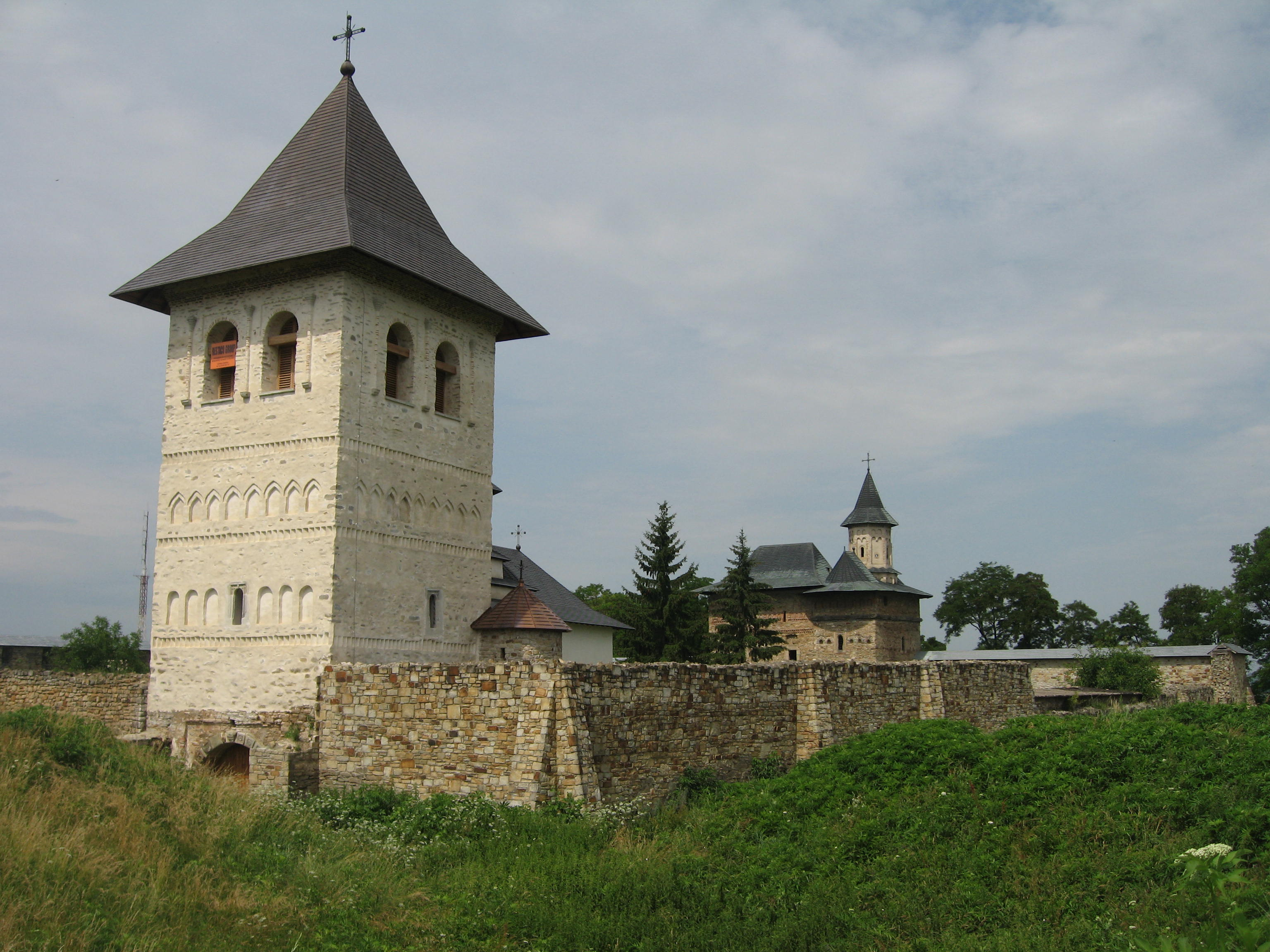
Zidul de incintă, turnul clopotniță și clădirea cu paraclis
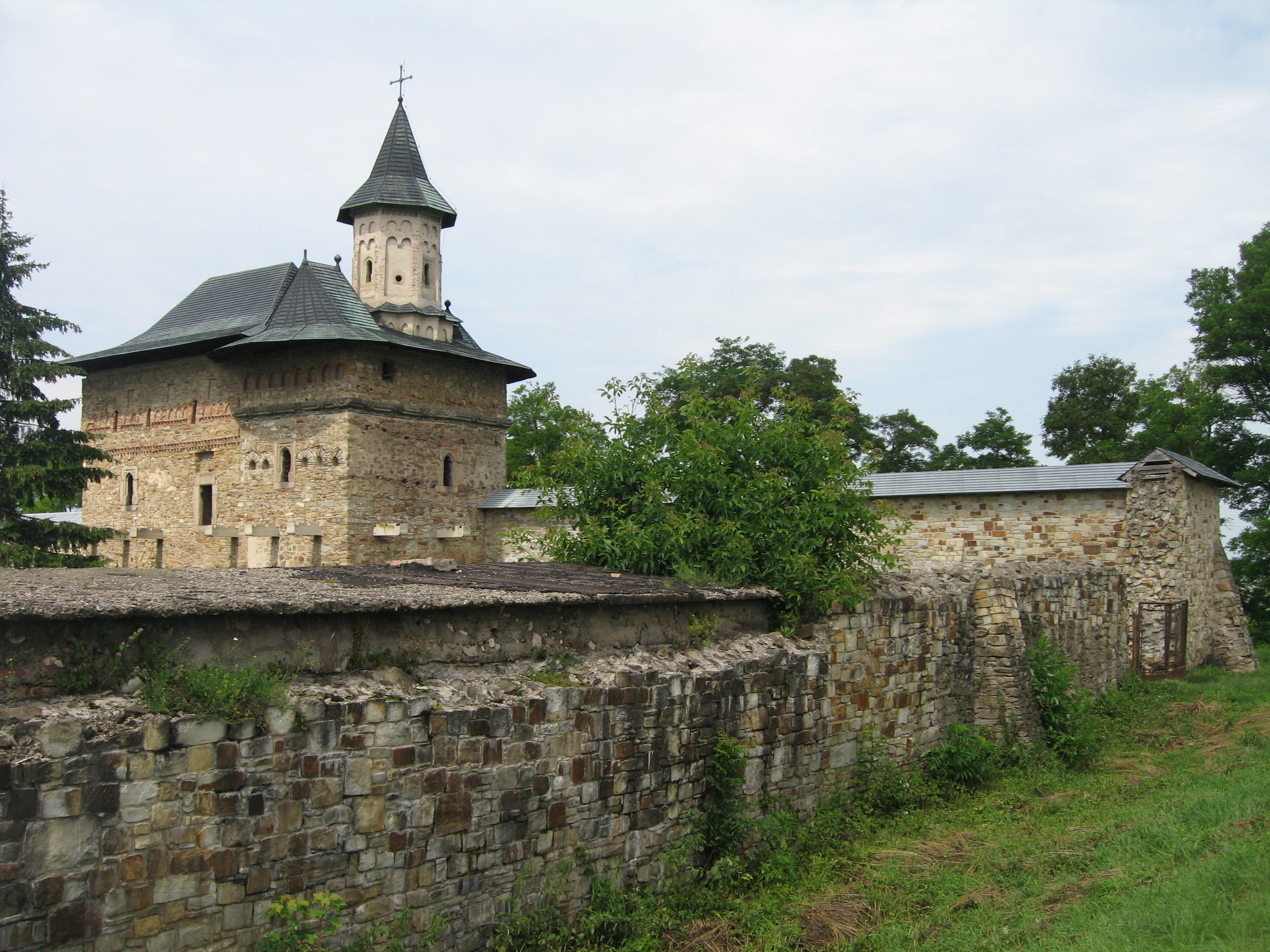
Zidul de incintă și clădirea cu paraclis
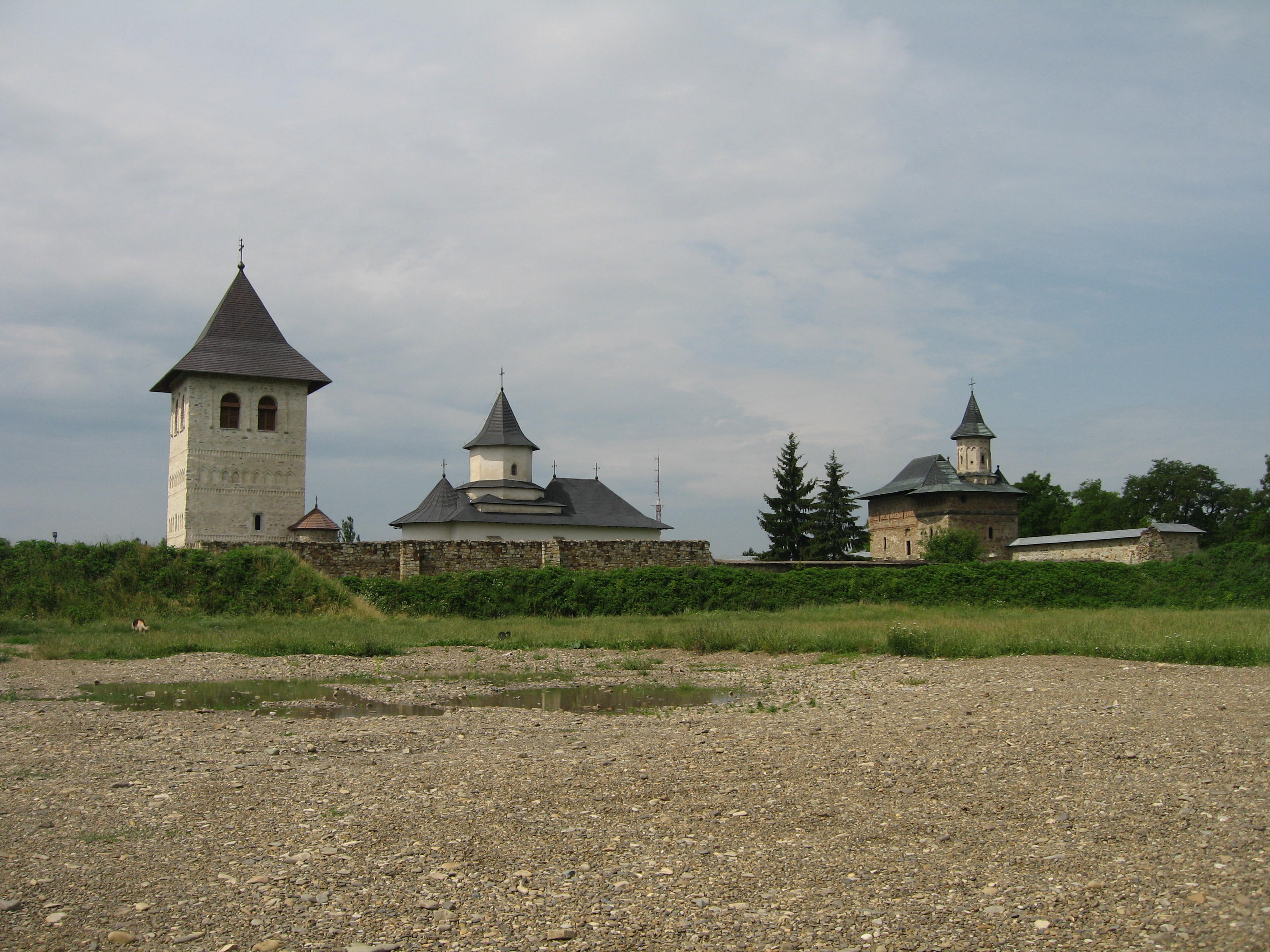
Ansamblul mănăstirii
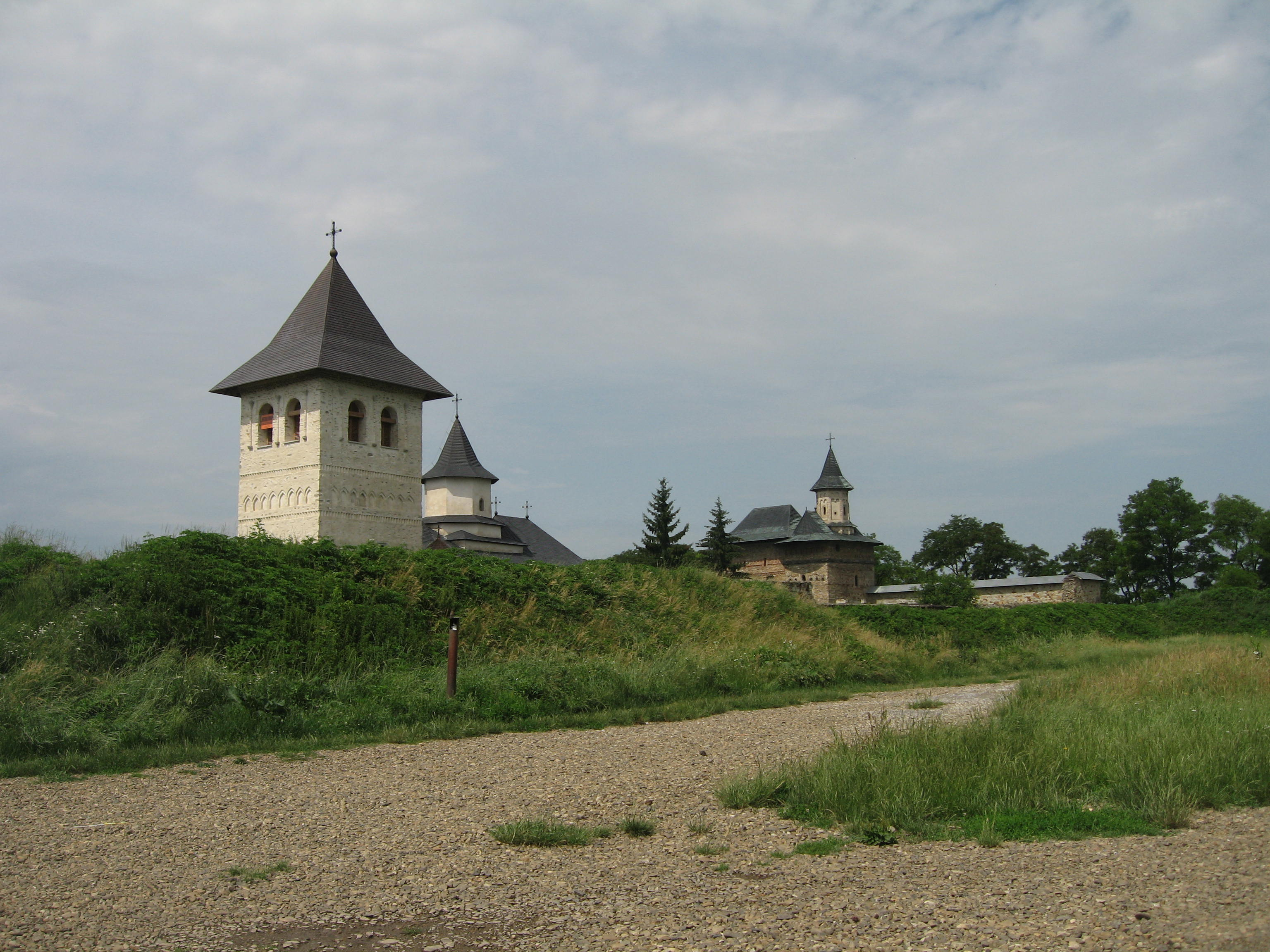
Ansamblul mănăstirii
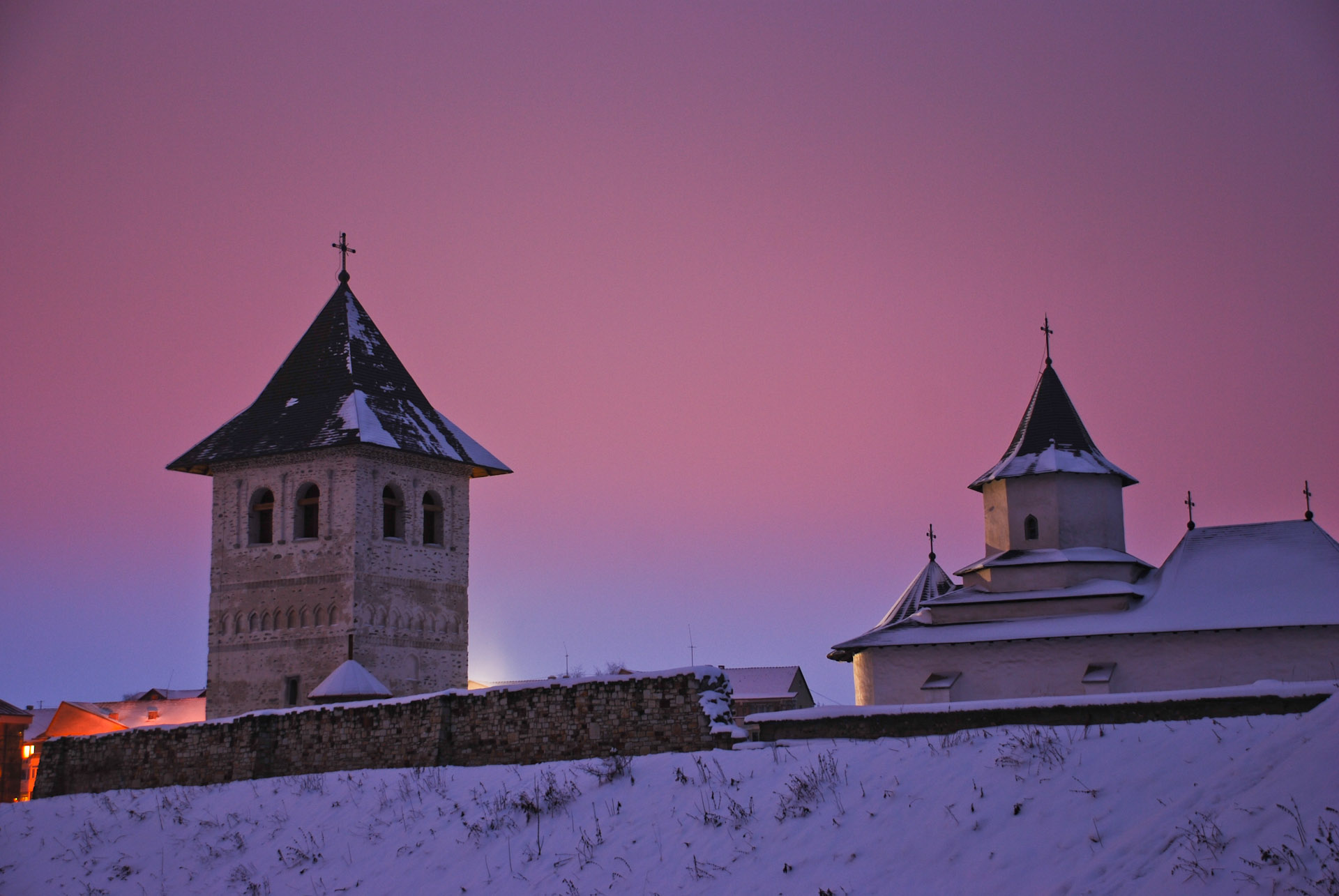
Vedere nocturnă cu complexul mănăstiresc
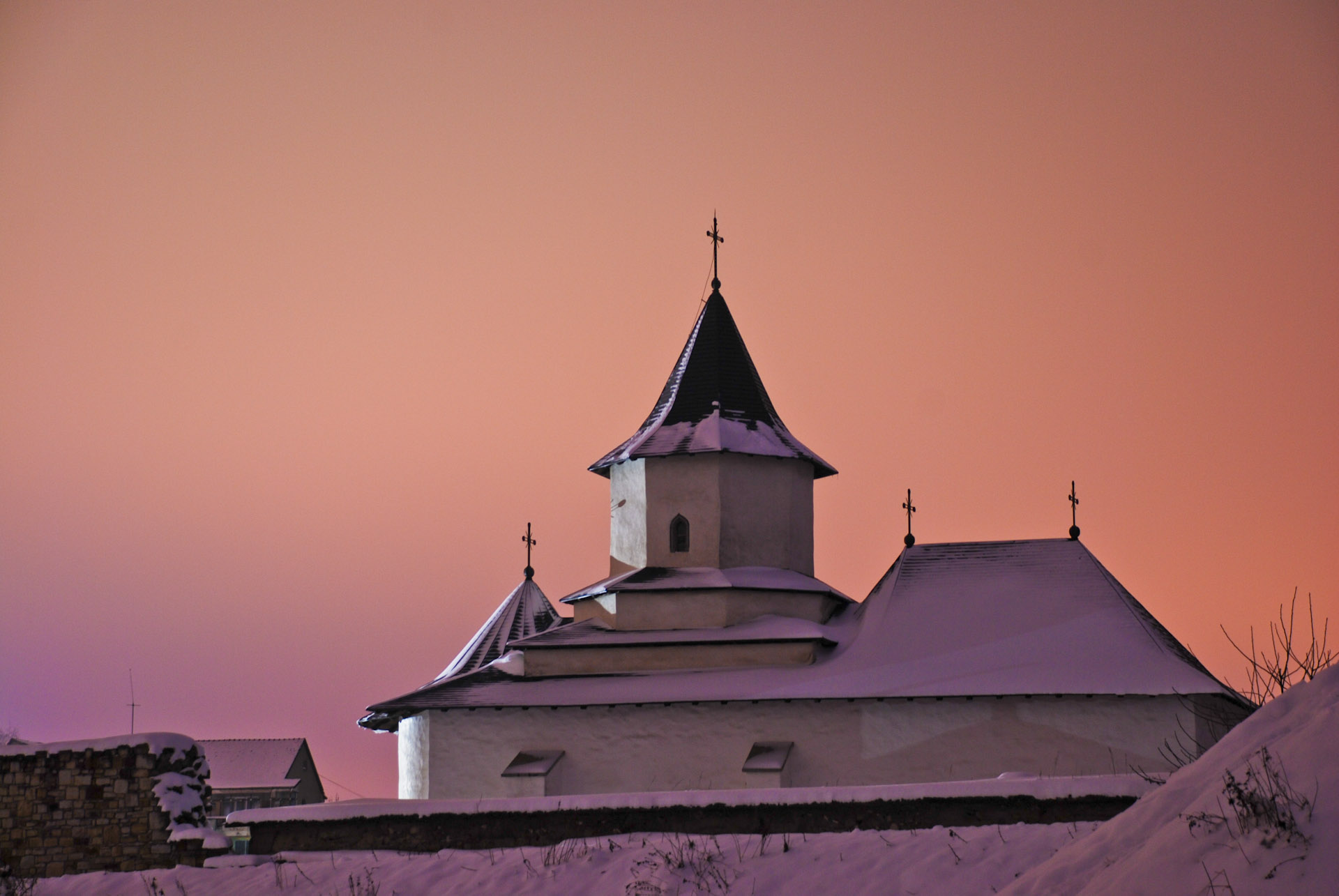
Vedere nocturnă cu Biserica Sfântul Auxentie

## Vezi și
- Mănăstirea Hagigadar
- Biserica Sfântul Simion din Suceava
- Biserica Sfânta Cruce din Suceava